# Liste der Straßennamen von Tauberbischofsheim

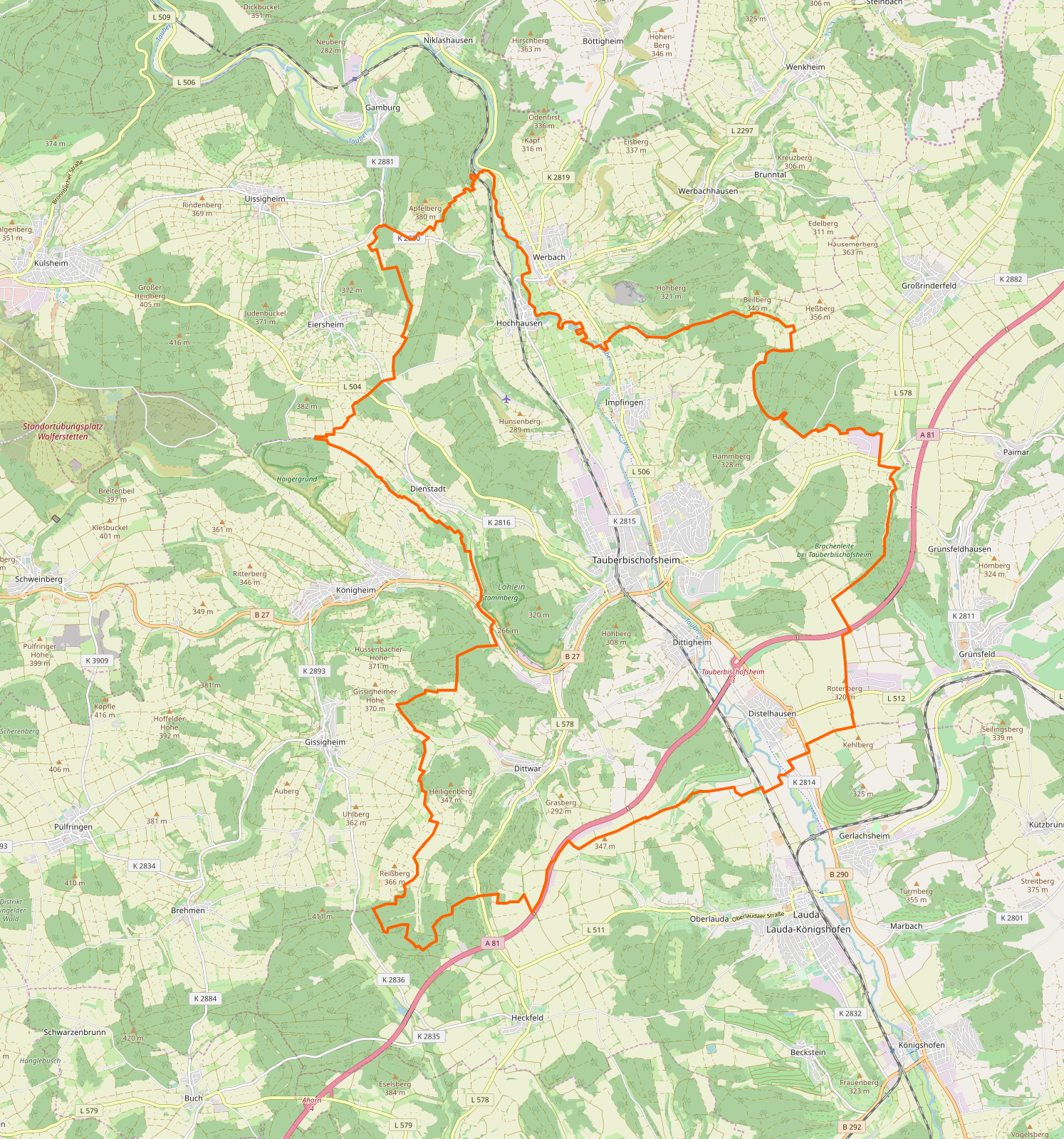
Gemarkung und Lage der Stadt Tauberbischofsheim

Wappen der Stadt Tauberbischofsheim

Diese Liste der Straßennamen von Tauberbischofsheim zeigt die Namen der aktuellen und historischen Straßen, Gassen, Wege und Plätze der Stadt Tauberbischofsheim und deren Stadtteile (Dienstadt, Distelhausen, Dittigheim mit Hof Steinbach, Dittwar mit der Siedlung Heidenkessel, Hochhausen, Impfingen, und Tauberbischofsheim-Stadt mit dem Bahnhof Dittwar) sowie deren Namensherkunft, Namensgeber oder Bedeutung, sofern bekannt. Im Zuge der Gebietsreform in Baden-Württemberg wurden einzelne Straßen umbenannt, da diese ansonsten doppelt vorgekommen wären.
Der Artikel ist Teil der übergeordneten Liste der Straßennamen im Main-Tauber-Kreis. Die Liste erhebt keinen Anspruch auf Vollständigkeit.
| Historische Straßennamen – Rad- und Wanderwege – Literatur – Weblinks |

## A

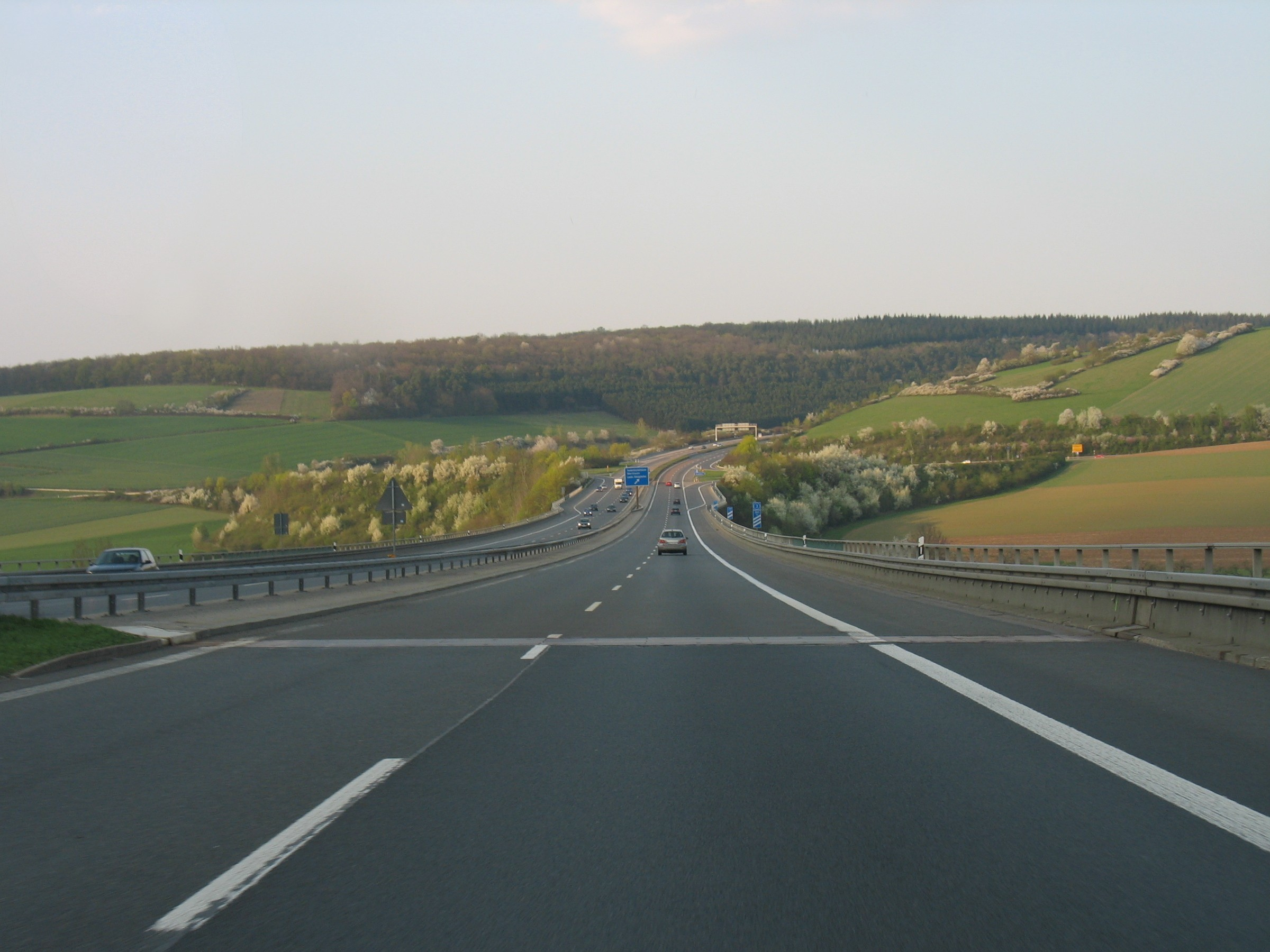
Blick über die Taubertalbrücke zur Anschlussstelle Tauberbischofsheim,
A 81

- A 81 – Die Bundesautobahn 81 (von Würzburg bis Gottmadingen) überquert mit der „Taubertalbrücke“ das Taubertal zwischen den Tauberbischofsheimer Stadtteilen Distelhausen und Dittigheim. Mit der Anschlussstelle Tauberbischofsheim (Anschlussstelle 3) gibt es eine Autobahnabfahrt im Stadtgebiet.[2] Die Aufstiege der A 81 aus dem Taubertal zu beiden Seiten der Anschlussstelle Tauberbischofsheim sind mit drei Fahrstreifen für den bergauf fahrenden Verkehr markiert. Die Anschlussstellen Dreieck Würzburg-West (Anschlussstelle 1) und Gerchsheim (Anschlussstelle 2) liegen beide auf der Gemarkung der unterfränkischen Gemeinde Kist im Landkreis Würzburg.[3] Die nächsten Anschlussstellen im Main-Tauber-Kreis folgen mit der Anschlussstelle Ahorn (Anschlussstelle 4)[4] und Boxberg (Anschlussstelle 5)[5].
- Abt-Brandt-Straße – im Stadtteil Dittigheim.
- Adam-Ries-Straße – auf dem Gelände der ehemaligen Kurmainz-Kaserne; benannt nach dem Rechenmeister Adam Ries.
- Ahornstraße – im Stadtteil Distelhausen.

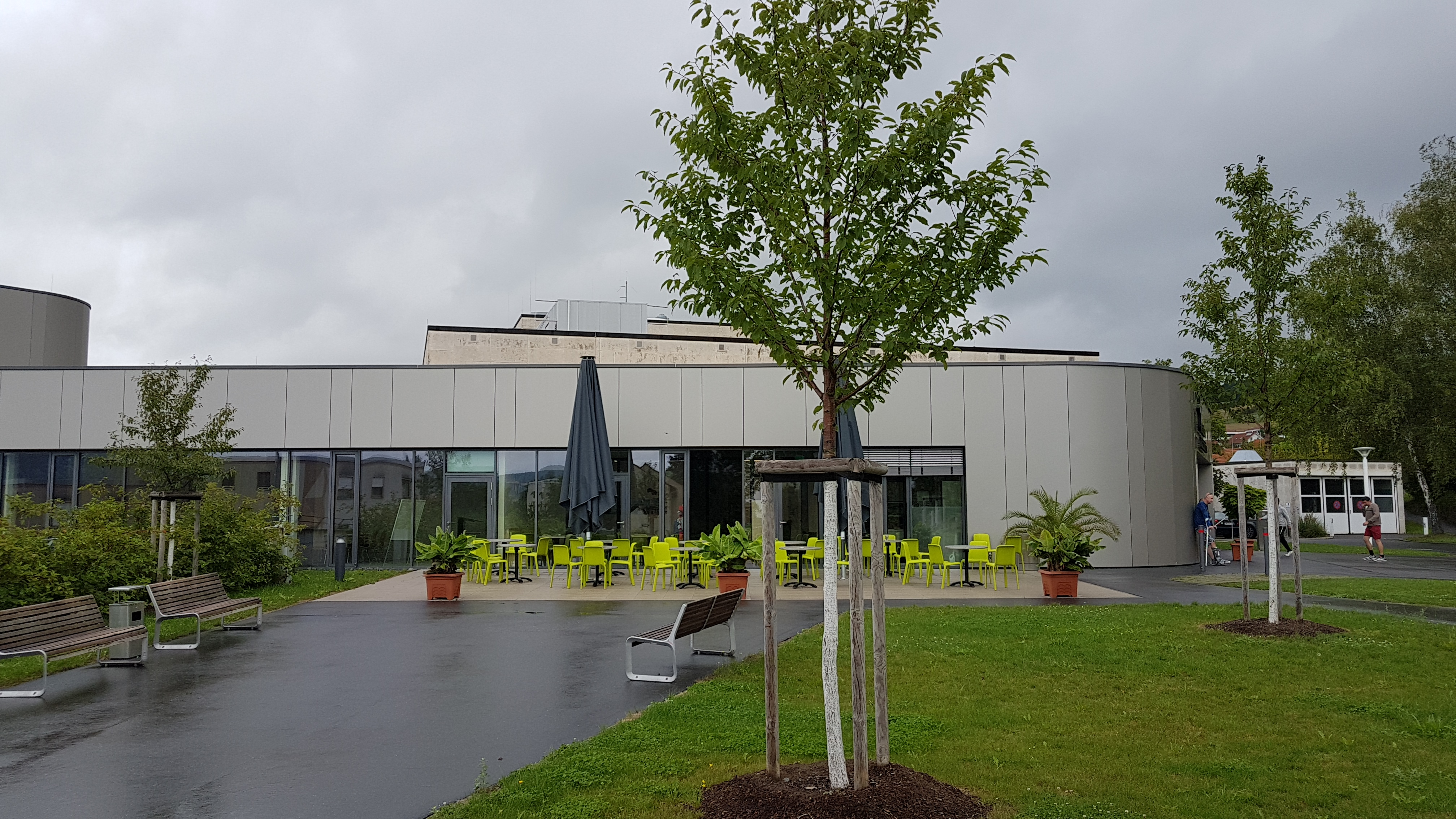
Krankenhaus Tauberbischofsheim, Albert-Schweitzer-Straße 37

- Albert-Einstein-Straße – auf dem Gelände der ehemaligen Kurmainz-Kaserne; benannt nach dem Physiker Albert Einstein.
- Albert-Schweitzer-Straße – Nach dem deutsch-französischen Arzt Albert Schweitzer benannt. In der Albert Schweitzer Straße liegt das Tauberbischofsheimer Krankenhaus. Die Albert-Schweitzer-Straße ist zugleich die Alte Würzburger Straße in Richtung Würzburg. Früher nahmen die Straßen fast immer frontal die Höhensteigungen, was auch an der alten Würzburger Straße zu erkennen ist. Zunächst der Anstieg zum Brenner, dann der weitere Anstieg im Bereich des zweiten Berges, dem Edelberg.[6]
- Alte Steige – im Stadtteil Hochhausen.
- Alte Wertheimer Straße
- Am Baumgarten – im Stadtteil Impfingen.
- Am Bild
- Am Brenner – Ursprünglich stammt der Name wohl von einem Berenntal, auch Brennental, zwischen zwei Bergen gelegen. Schließlich wurde auch der erste Berg (der zweite Berg ist der Edelberg) danach genannt: Brenner. Eine Sage liefert eine weitere mögliche Erklärung: Auf dem Brenner habe eine Stadt gestanden, die abgebrannt sei. Von daher Brenner.[7]
- Am Brunnenrain – im Stadtteil Distelhausen.
- Am Dittwarer Bahnhof – am Wohnplatz Bahnhof Dittwar, Gemarkung Tauberbischofsheim.
- Am Dörrlein – im Stadtteil Distelhausen.
- Am Dorf – im Stadtteil Dittwar und verläuft parallel zur Gissigheimer Straße.

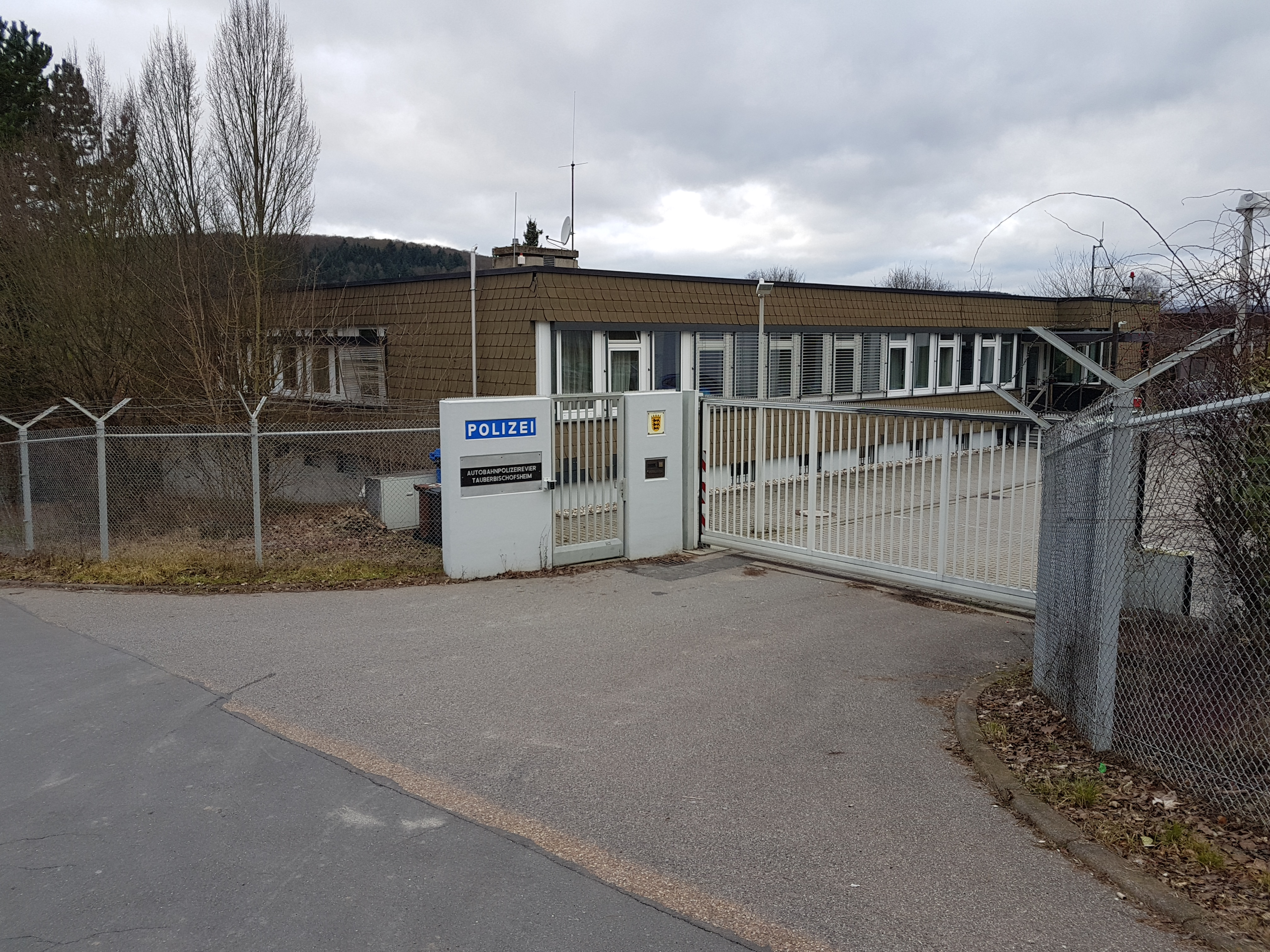
Autobahnpolizeirevier TBB,
Am Eichelberg 1

- Am Eichelberg – im Stadtteil Distelhausen.
- Am Flur – im Stadtteil Impfingen.
- Am Fronbrunnen – An den Fronbrunnenäckern zwischen Tauberbischofsheim und Hochhausen. Mittlerweile überwiegend bebaut durch die VS Vereinigte Spezialmöbelfabriken[8]
- Am Hang – im Stadtteil Distelhausen.
- Am Heimbergsflur
- Am Höhberg – Am sogenannten Höhberg zwischen Tauberbischofsheim und Dittigheim gelegen.[9]
- Am Jüdlein – im Stadtteil Distelhausen.
- Am Käpelle – im Stadtteil Distelhausen.
- Am Kirschengarten
- Am Miltenstein – im Stadtteil Impfingen.
- Am Neuberg – im Stadtteil Impfingen.
- Am Pfarrweinberg – im Stadtteil Distelhausen.
- Am Rain – im Stadtteil Impfingen.
- Am Rebhuhn – im Stadtteil Impfingen.
- Am Spielplatz – im Stadtteil Dittwar. An der Straße befindet sich ein großer Kinderspielplatz.
- Am Sprait[10]
- Am Staaten – im Stadtteil Impfingen.
- Am Stadtschreiber – im Stadtteil Dittigheim.
- Am Tiefen Weg – im Stadtteil Dienstadt.
- Am Weiher – im Stadtteil Dittwar in der Nähe eines Weihers. Im Ortsdialekt wird der Weiher auch Wejd/Weed genannt. Dies steht umgangssprachlich für eine Tränke bzw. eine breite Wasserstelle.
- Am Wiesenbach – am Wohnplatz Bahnhof Dittwar, Gemarkung Tauberbischofsheim.

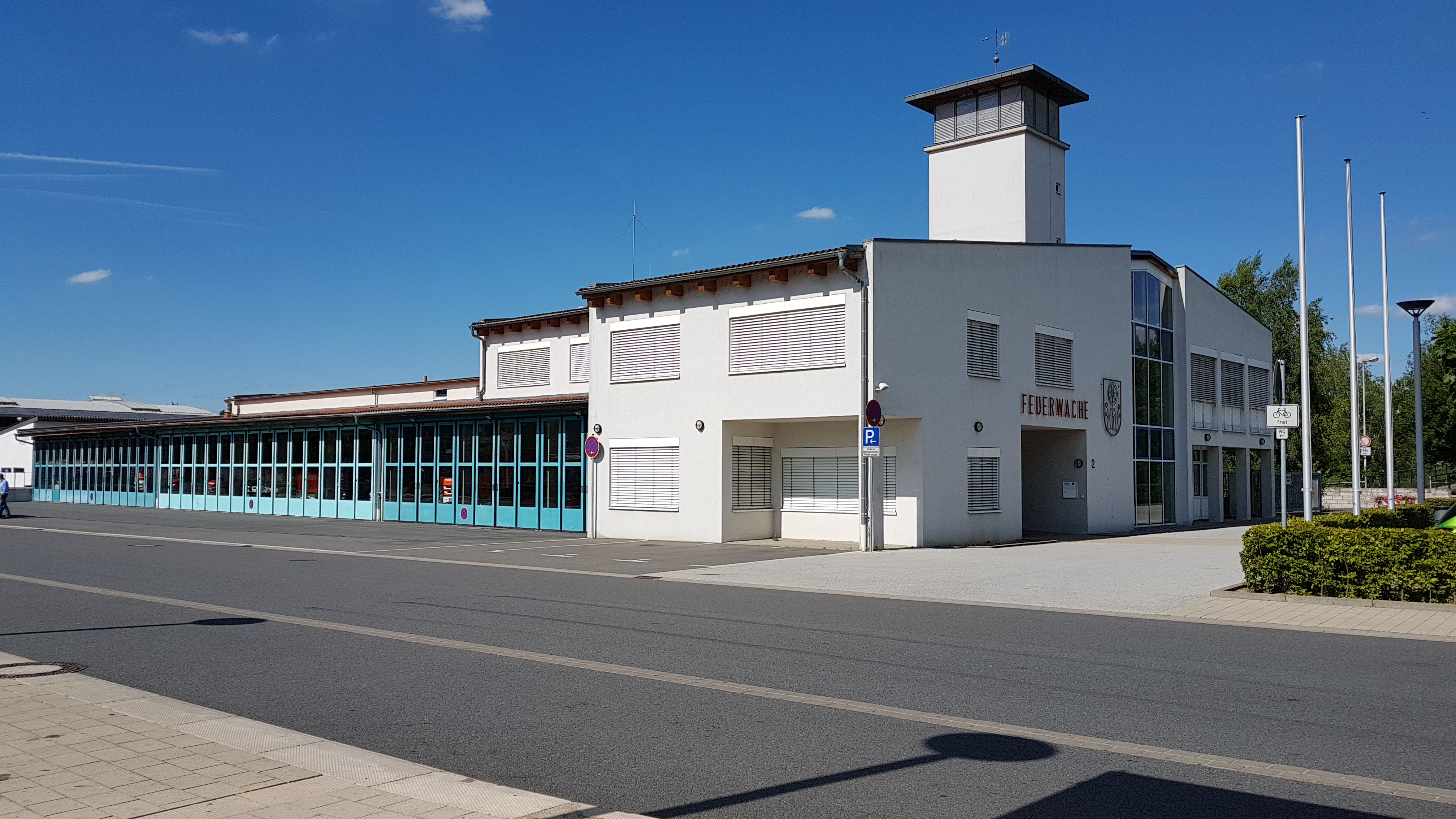
Feuerwache Tauberbischofsheim,
Am Wört 2

- Am Wört – am Tauberbischofsheimer Wörtplatz.
- Amtstraße – im Stadtteil Distelhausen.
- An der Eisenbahn – im Stadtteil Hochhausen.
- An der Friedrichshöhe – auf dem Gelände der ehemaligen Kurmainz-Kaserne.
- An der Gänsstirne – im Stadtteil Dittigheim.
- An der Lehmgrube
- An der Setz – im Stadtteil Hochhausen.
- Anschlussstelle Tauberbischofsheim – Anschlussstelle der A 81 zwischen den Stadtteilen Dittigheim und Distelhausen
- Anton-Schwan-Straße
- Armstraße – im Stadtteil Dittigheim.
- Arnold-Hollerbach-Straße
- Asternweg – im Stadtteil Impfingen.

## B

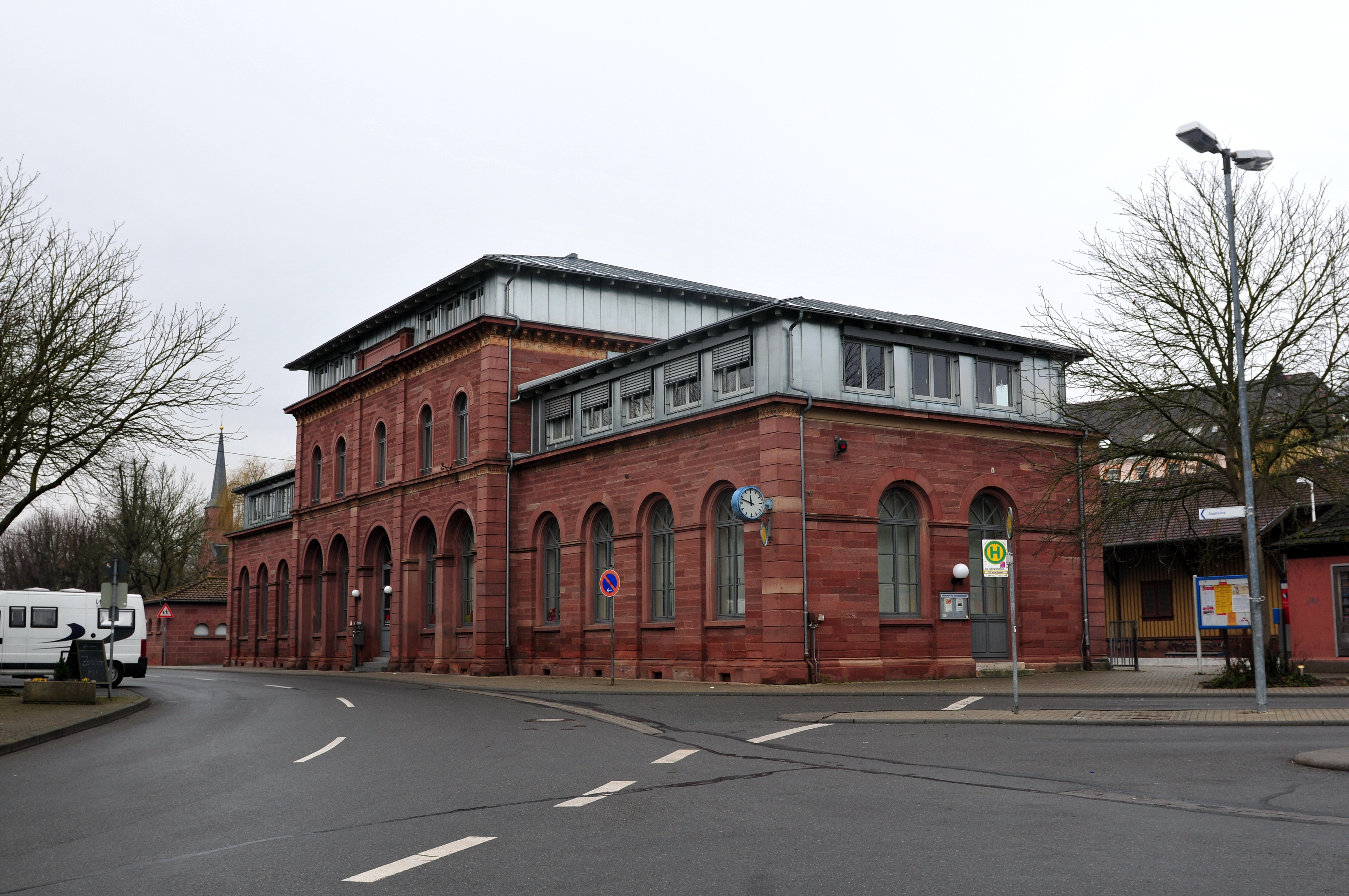
Der Bahnhof Tauberbischofsheim mit der Euro Akademie, Bahnhofstraße

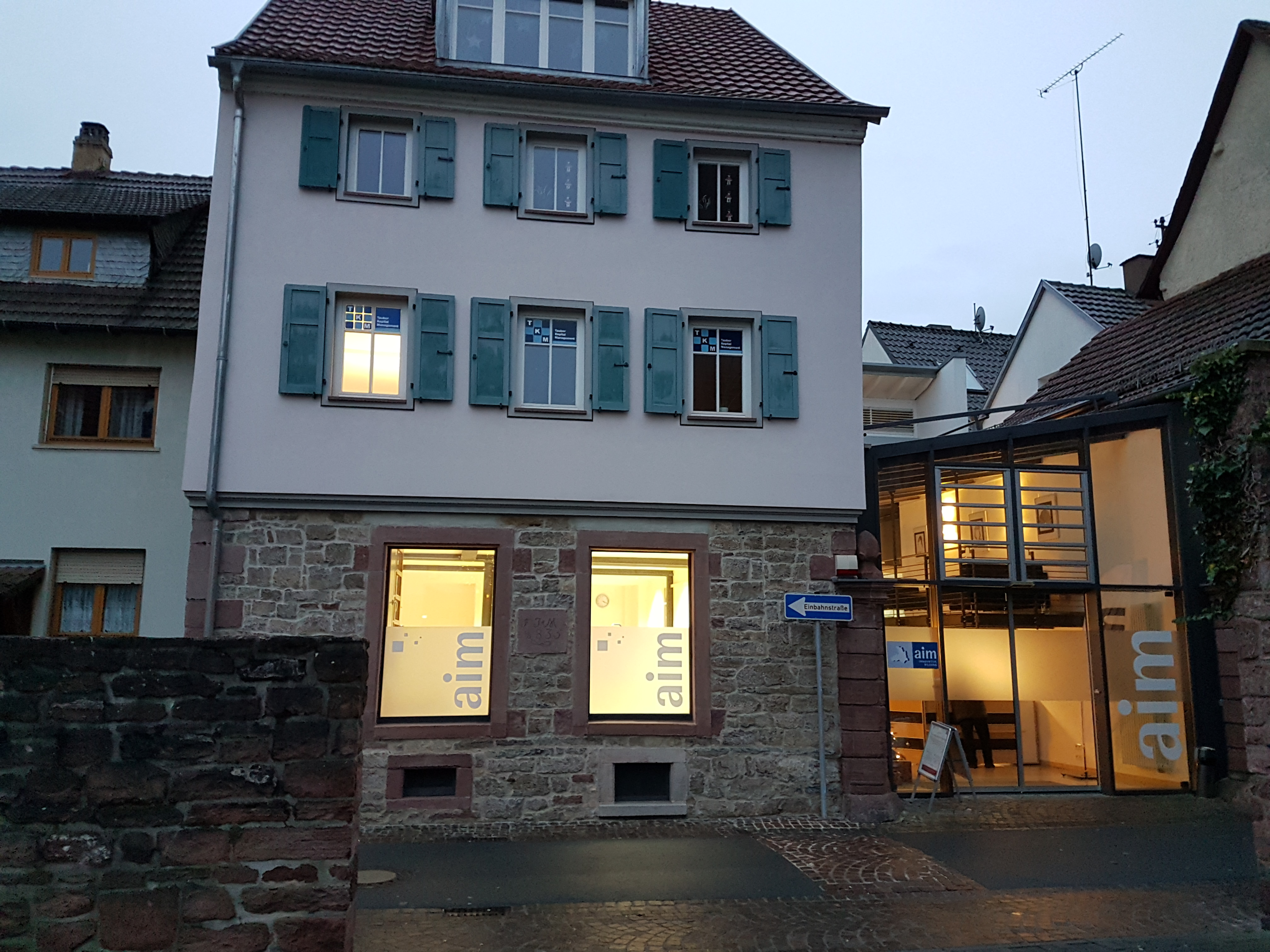
AIM-Akademie Tauberbischofsheim, Blumenstraße 2
Mediothek Tauberbischofsheim, Blumenstraße 5

- B 27 – Die Bundesstraße 27 (von Blankenburg bis Schaffhausen) verläuft durch Tauberbischofsheim in Richtung Königheim. Vor deren Bau war die Königheimer Straße der Hauptverbindungsweg von Tauberbischofsheim nach Königheim. Die B 27 verläuft von Tauberbischofsheim auch bis zur Anschlussstelle Tauberbischofsheim der Bundesautobahn 81. Ab dort verläuft sie weiter als B 290.
- B 290 – Die Bundesstraße 290 beginnt auf dem Tauberbischofsheimer Stadtgebiet und führt über den Stadtteil Distelhausen in Richtung Lauda-Königshofen und Bad Mergentheim. Die B 290 verläuft von dort noch bis nach Westhausen.
- Bachgasse[11]
- Badener Ring
- Badgasse – Die Badgasse liegt am Badgarten in Tauberbischofsheim.[12] Im Badgarten stand bis 1955 ein Bad. Es handelte sich um ein 1880 erbautes Wannenbad, in dem die Bevölkerung ihren Körper einer gründlichen Reinigung unterziehen konnte. Eigene Duschen kannten die meisten Bürgern bis in die 1960er Jahre hinein noch nicht. Als die Tauberbischofsheimer Festhalle in den 1950er Jahren mit einem angeschlossenen Wannenbad, dem Frankenbad Tauberbischofsheim, errichtet wurde, benötigte die Bevölkerung das Bad des Badgartens nicht mehr.[13]
- Bahnhofstraße
- Barbarossaweg
- Bäumlein
- Baumgartenweg – im Stadtteil Distelhausen.
- Beethovenstraße
- Bei der Kläranlage – An dieser Straße befindet sich die Kläranlage Tauberbischofsheim. Daneben befindet sich auch ein Recyclinghof.
- Beim Kindergarten – im Stadtteil Distelhausen. An dieser Straße liegt die namensgebende katholische Kindertagesstätte St. Josef.
- Bergpfad – im Stadtteil Distelhausen.
- Bergstraße – ebenfalls im Stadtteil Distelhausen.
- Beundstraße – im Stadtteil Impfingen.
- Birkenweg
- Bleichstraße
- Blumenstraße[14][15]
- Bödeleinsweg
- Bonifatiusstraße
- Brahmsweg
- Brehmbachstraße – Verläuft von der Hauptstraße in Tauberbischofsheim in Richtung des Brehmbachs.
- Brennerring
- Brentanoweg
- Brückenstraße – im Stadtteil Impfingen.
- Brunnengasse – im Stadtteil Impfingen.
- Bundesautobahn 81 – Die A 81 (von Würzburg bis Gottmadingen) überquert das Taubertal zwischen den Tauberbischofsheimer Stadtteilen Distelhausen und Dittigheim. Mit der Anschlussstelle Tauberbischofsheim gibt es eine Autobahnabfahrt im Stadtgebiet.
- Bundesstraße – im Stadtteil Distelhausen. Sie führt durch den kompletten Ort. Vor und nach dem Ort als K 2814 bezeichnet.
- Burgunderweg
- Burgweg
- Buscherstraße

## C
- Clausingstraße

## D

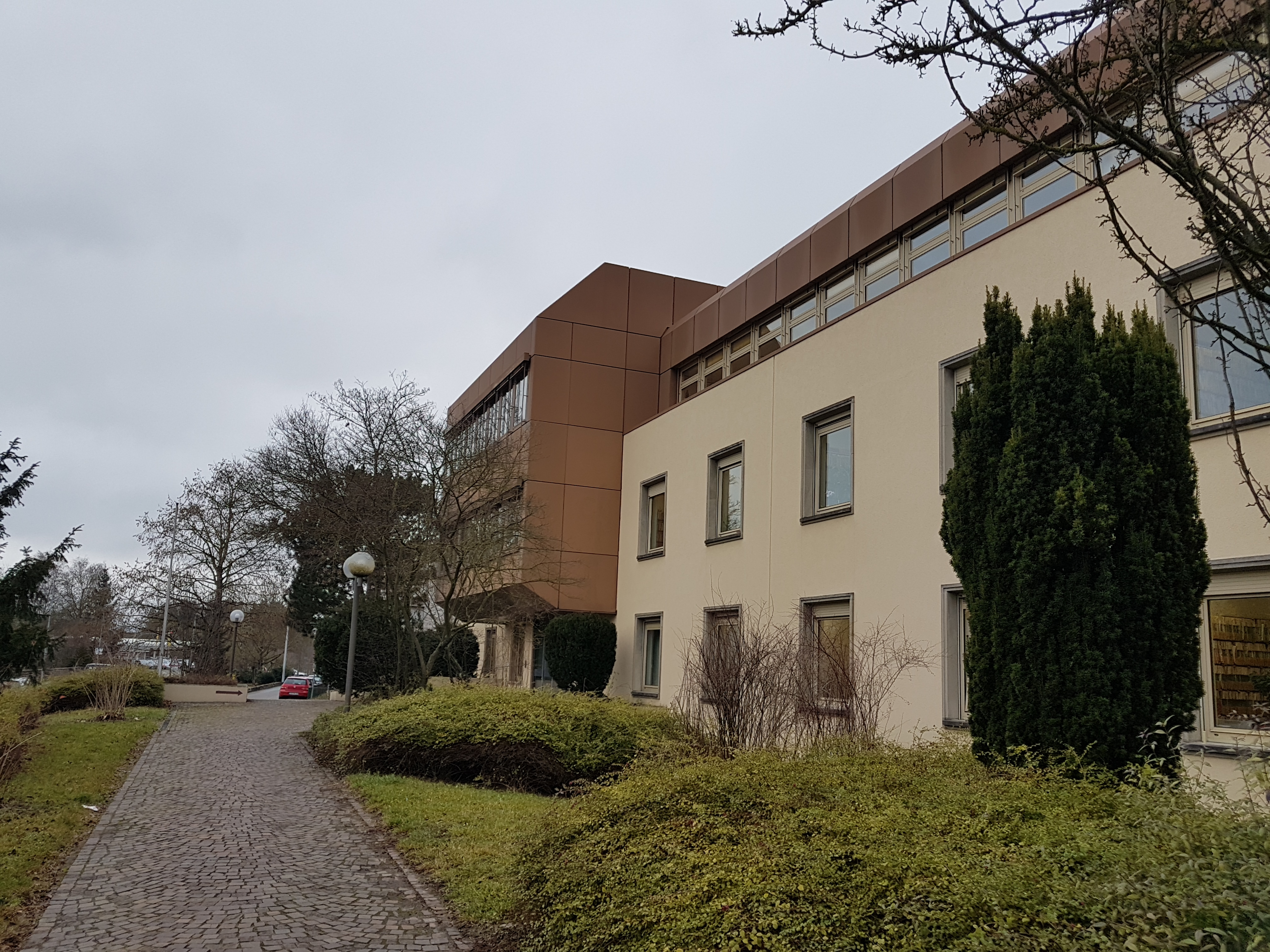
Finanzamt Tauberbischofsheim, Dr.-Burger-Straße 1
Kaufm. Schule Tauberbischofsheim, Dr.-Ulrich-Straße 1

- Dahlienweg – im Stadtteil Impfingen.
- Daimlerstraße
- Dittigheimer Straße
- Dittigheimer Weg
- Dittwarer Straße – am Wohnplatz Bahnhof Dittwar, Gemarkung Tauberbischofsheim, in Richtung Dittwar. Nach der Kleinsiedlung als L 578 bezeichnet.
- Dorfplatz – Dieser Platz befindet sich in Dittwar. Auf ihm finden jährlich ein Maibaumfest und ein Dorffest statt.
- Dr.-Burger-Straße
- Dr.-Stöcker-Weg
- Dr.-Ulrich-Straße – Benannt nach Philipp Adam Ulrich.
- Duderstädter Allee – Duderstadt ist seit 1961 Partnerstadt im Eichsfeld im südöstlichen Niedersachsen.[16] Die beiden Gemeinden verband das Hilfsprogramm des Bundes für „Städte in ländlich schwach strukturierten Gebieten“ und die Unterstützung und Stärkung der Städte im ehemaligen Zonenrandgebiet, wozu auch Duderstadt gehörte. Die Duderstädter Allee entstand im Wohngebiet Kirschengarten am Ende des 20. Jahrhunderts.
- Dürerstraße

## E
- Eichendorffstraße
- Eichstraße[17][12]
- Eiersheimer Weg – im Stadtteil Hochhausen und verläuft in Richtung Eiersheim.
- Enge Gasse – im Stadtteil Dittigheim.
- Eppstraße
- Erlenstraße – im Stadtteil Distelhausen.

## F
- Fichtenweg

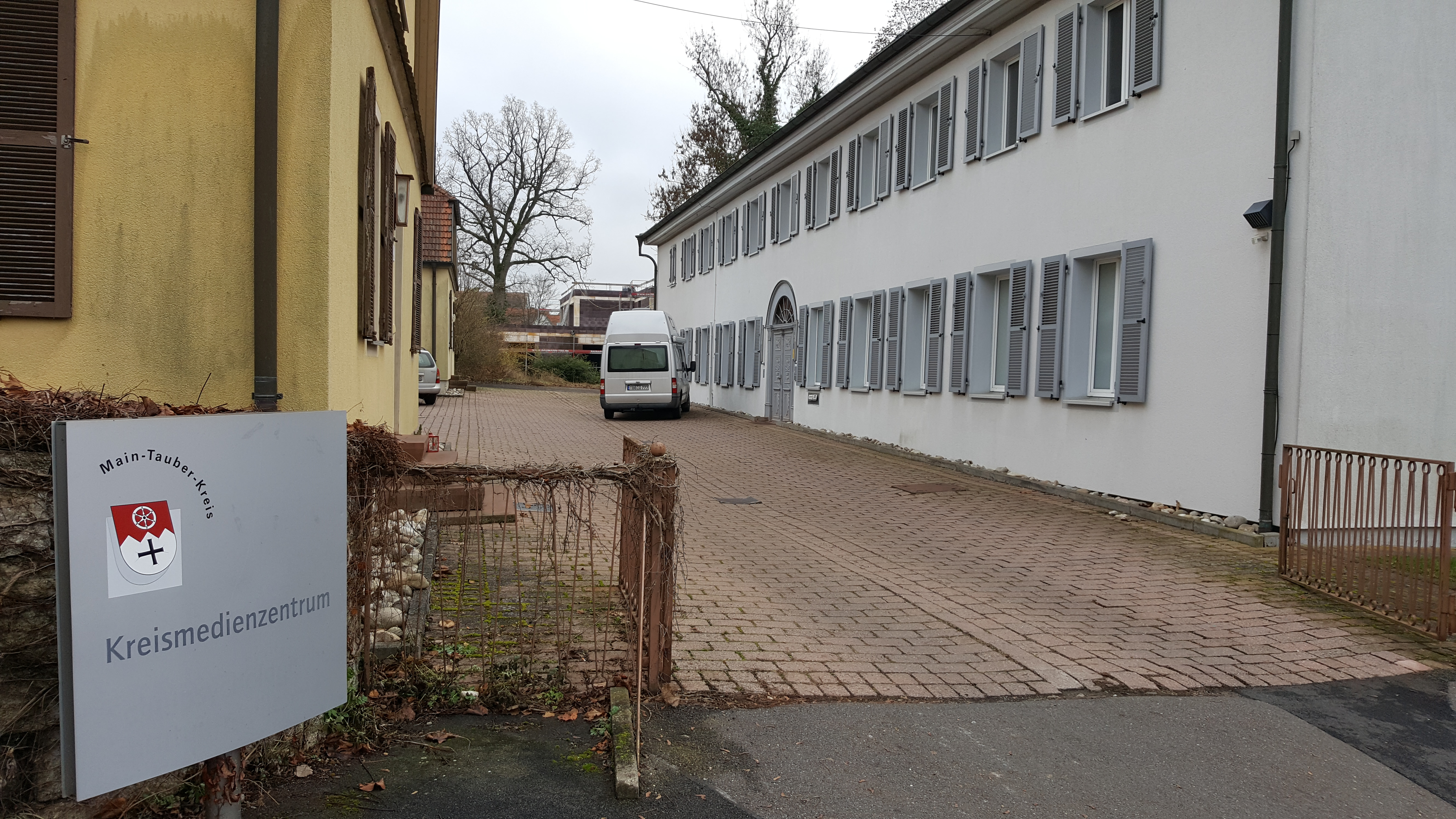
Das Zobelschloss in Distelhausen, heute als Kreismedienzentrum genutzt, Flurstraße 2

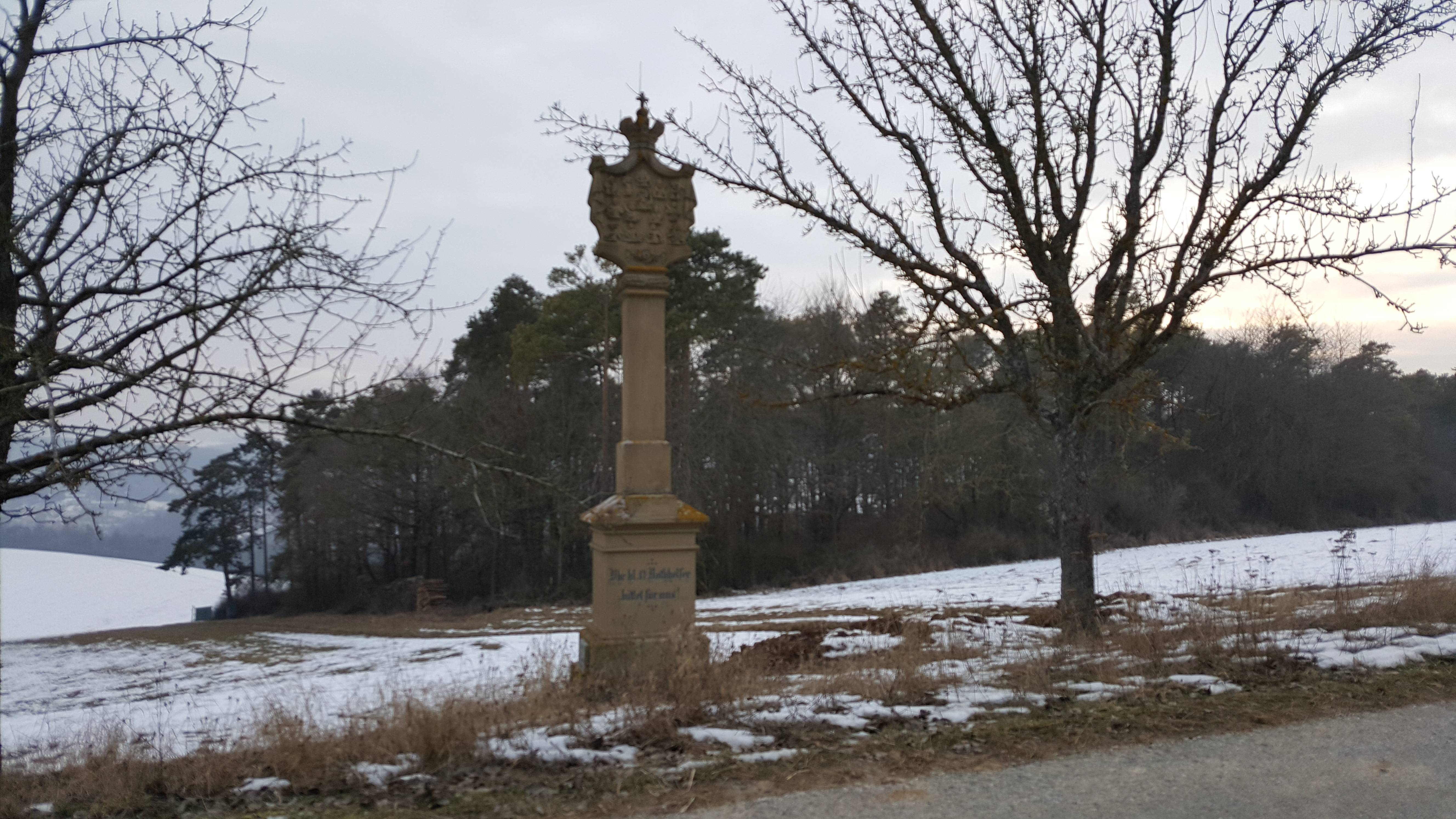
Doppelbildstock am Ortsverbindungsweg von Dittigheim nach Hof Steinbach, der Frombergstraße

- Fischergärten – im Stadtteil Dienstadt.
- Fischgäßchen – Diese Gasse ist nach einem kleinen Fischteich benannt. Am 23. Februar 1835 teilte die Stadtverwaltung einem Landwirt mit, dass sie den alten Turm sowie das Gelände, in dem sich der Teich befunden hatte, im Tauschwege erwerben wolle.[14][18][12]
- Fliederstraße – im Stadtteil Distelhausen.
- Fliederweg – im Stadtteil Impfingen.
- Flürlein – im Stadtteil Hochhausen.
- Flurstraße – im Stadtteil Distelhausen.
- Frankenpassage
- Frauenstraße[14][19]
- Friedhofsstraße
- Friesenweg
- Fröbelstraße
- Frombergstraße – im Stadtteil Dittigheim. Sie ist der Ortsverbindungsweg zur Kleinsiedlung Hof Steinbach auf Dittigheimer Gemarkung. Entlang der Frombergstraße befinden sich große Teile der Dittigheimer Weinberge am mittleren Fromberg.
- Frühlingstraße – im Stadtteil Distelhausen.
- Frühmeßgasse – im Stadtteil Dittigheim.

## G

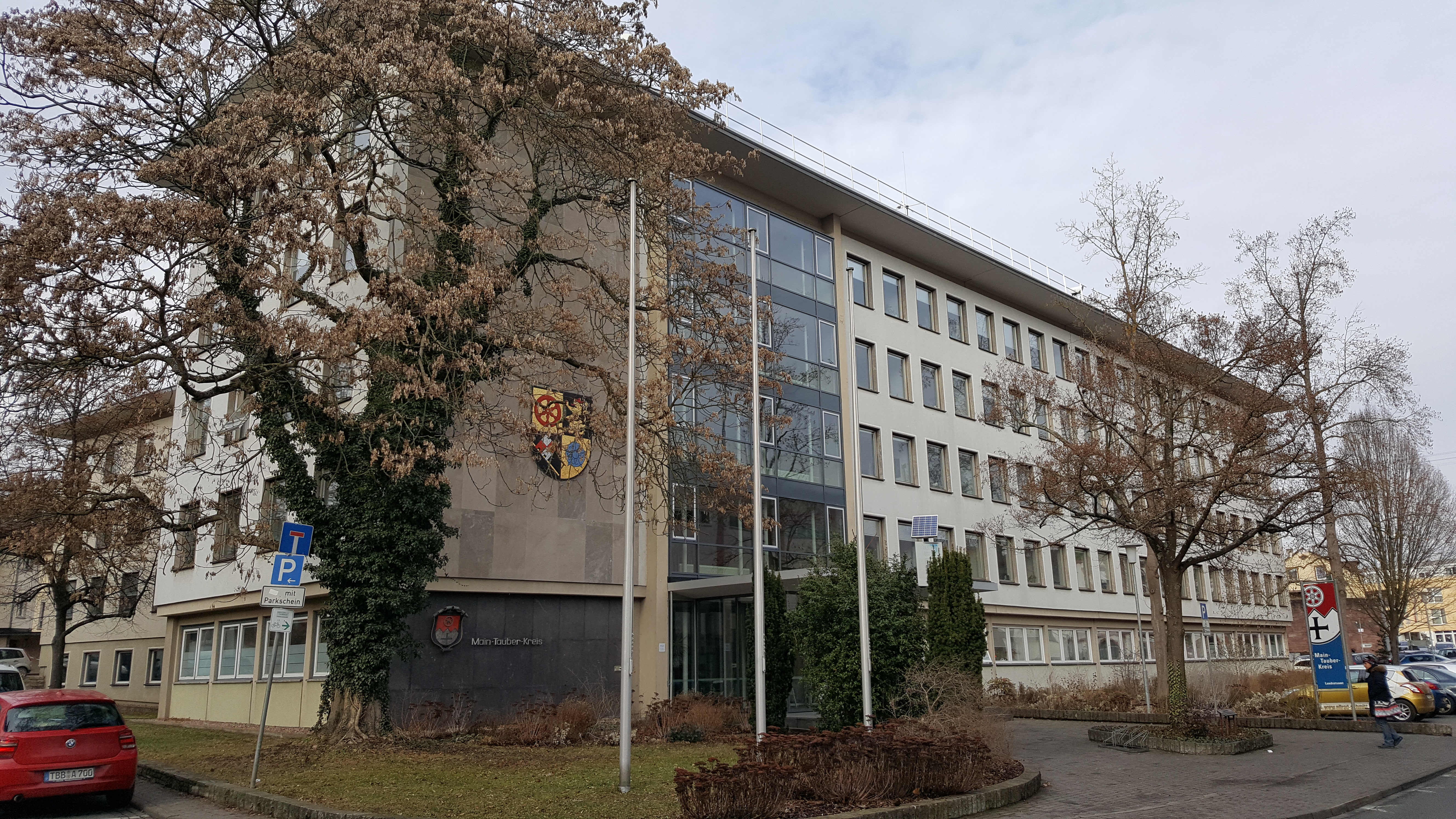
Verwaltungssitz des Main-Tauber-Kreises in Tauberbischofsheim, Gartenstraße 1

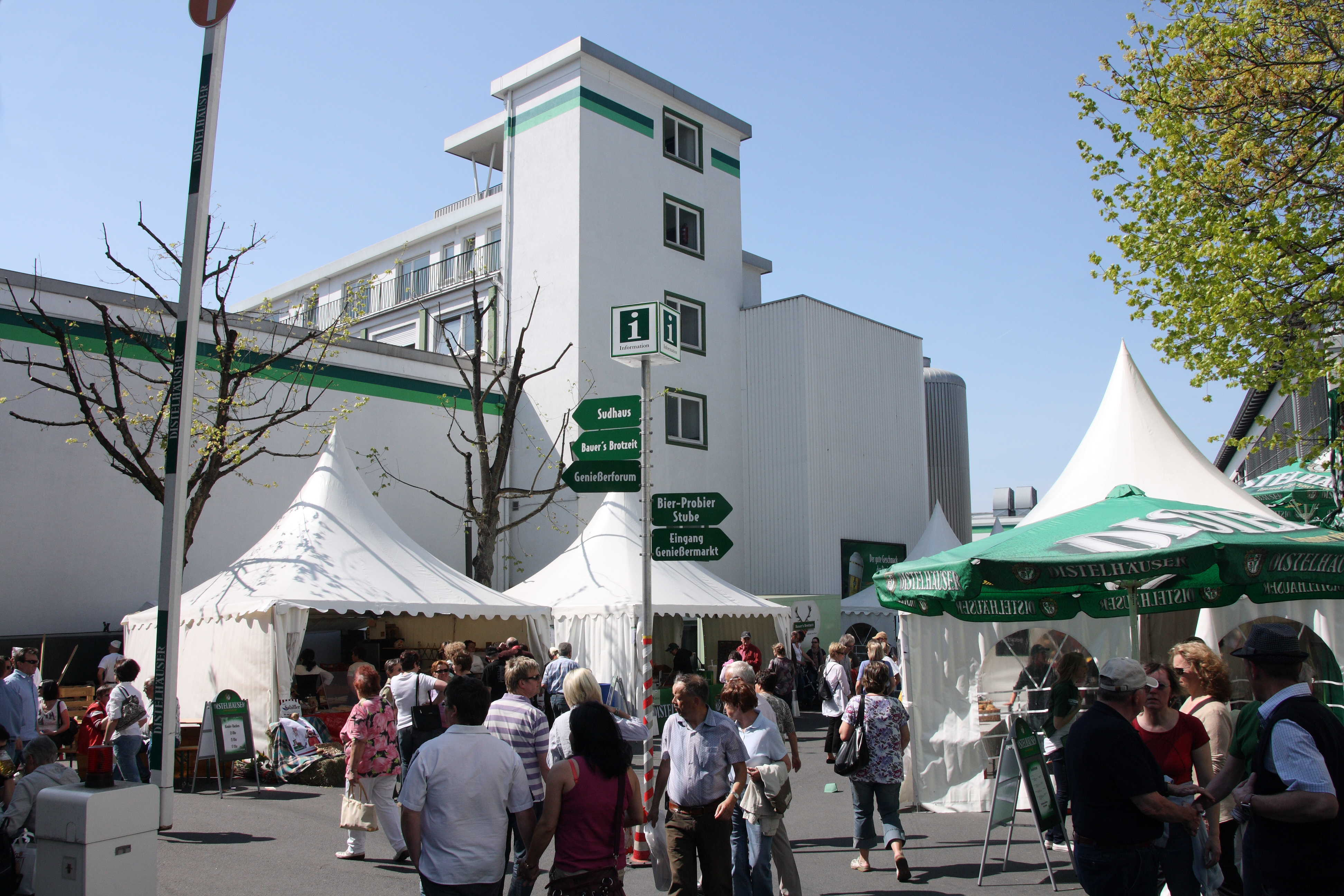
Die Distelhäuser Brauerei, Grünsfelder Straße 3

- Gäßleinsgärten – im Stadtteil Dienstadt.
- Ganter Campus – auf dem Gelände der ehemaligen Kurmainz-Kaserne; benannt nach der dort ansässigen Zweigniederlassung der Firma Ganter Interior.
- Gartenstraße
- Gerbergasse – In dieser Gasse waren einst die reichen Gerber zu Hause. Es handelt sich um eine kleine, gebogene Gasse, deren Lage funktional vorbestimmt war: „In den Lohmühlen wurde Eichenrinde gestampft und dann zermahlen. Von ihnen bezogen die Gerber die zermahlene Eichenrinde, Lohe genannt, und streuten sie zwischen die eingeweichten Tierhäute, die mittels der in der Lohe enthaltenen Gerbsäure zu Leder gegerbt wurden. Nach dem Gerbvorgang, der mehrmals wiederholt werden musste und viele Monate dauerte, mussten die Häute mit reichlich Wasser abgewaschen werden. Diese Lohebrühe wurde rotbraun, so entstand die Bezeichnung Rotgerber. Wegen der rötlich verschmutzten Abwässer hatten Rotgerber (Lohgerber) ihren Platz immer am Ausgang der Stadt und in der Nähe eines Bachs oder Kanals. Auch in Bischofsheim reichte die Gerbergasse bis zum Mühlkanal.“[14][20][21]
- Gissigheimer Straße – im Stadtteil Dittwar und verläuft in Richtung Gissigheim.
- Gissigheimer Weg – Dieser Weg befindet sich im Stadtteil Dittwar.[22]
- Glashüttenweg – im Stadtteil Dittigheim.
- Glockengraben – In dieser Straße wurden früher vermutlich von auswärtigen Glockengießern Glocken gegossen. In verschiedenen Orten des Taubergebietes ist der Guss von Glocken belegt, beispielsweise 1642 in Königheim. Möglicherweise wurden die Große Glocke oder Marienglocke und die Salveglocke der Martinskirche im Jahr 1448 in Bischofsheim gegossen. Die Inschriften lassen dies vermuten. Auch die kleine Taufglocke dürfte im Jahre 1615 in Bischofsheim gegossen worden sein.[14]
- Glockenweg
- Goethestraße
- Götzenberg – im Stadtteil Dittwar.
- Gotenweg
- Grabenweg[23]
- Grasbergstraße – im Stadtteil Dittwar.
- Grünewaldstraße
- Grünsfelder Straße – im Stadtteil Distelhausen.
- Gymnasiumstraße

## H
- Hauptstraße[24]

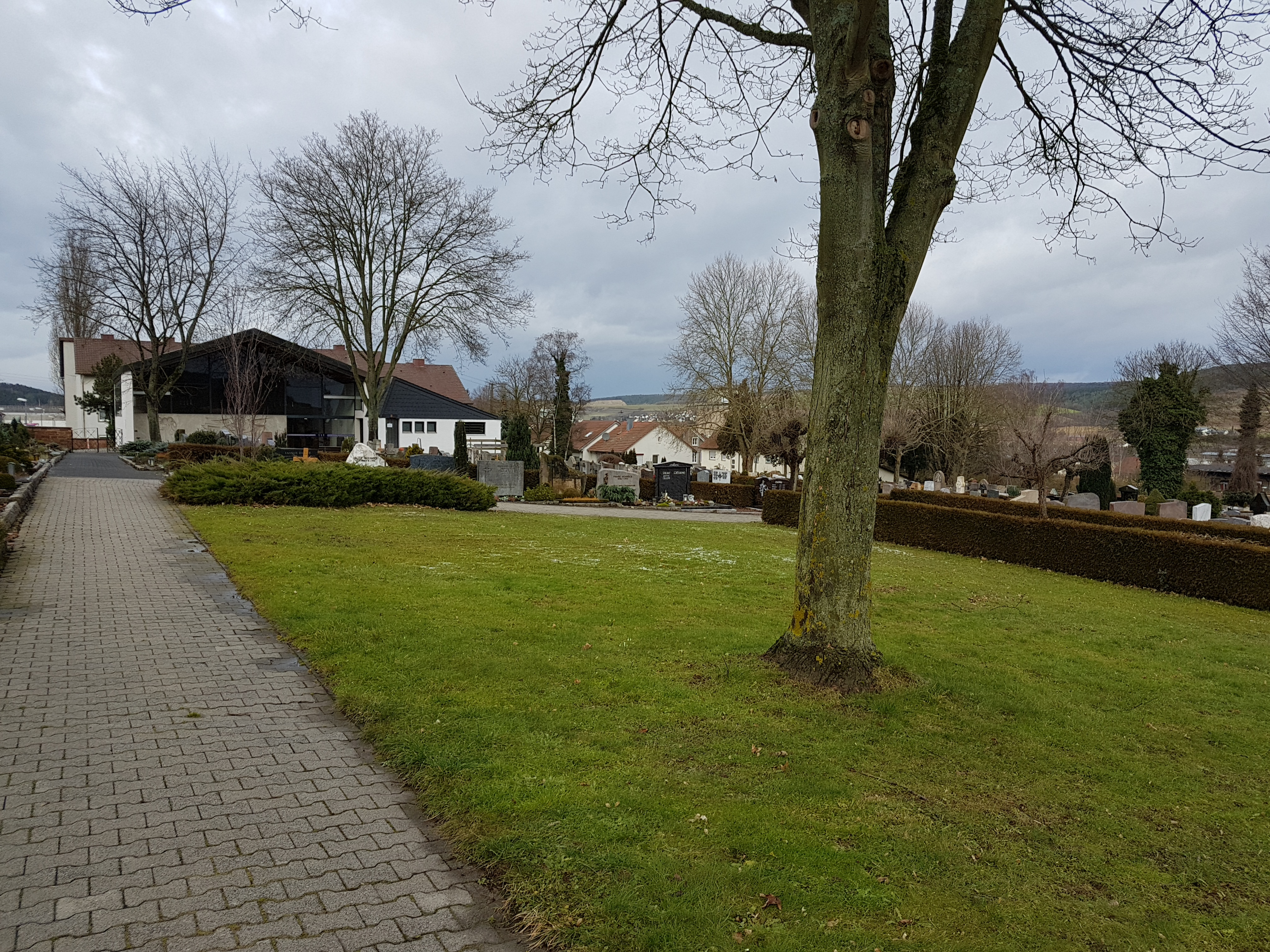
Friedhof Tauberbischofsheim,
Hochhäuser Straße 1 (unterhalb),
Dr.-Ulrich-Straße (oberhalb)

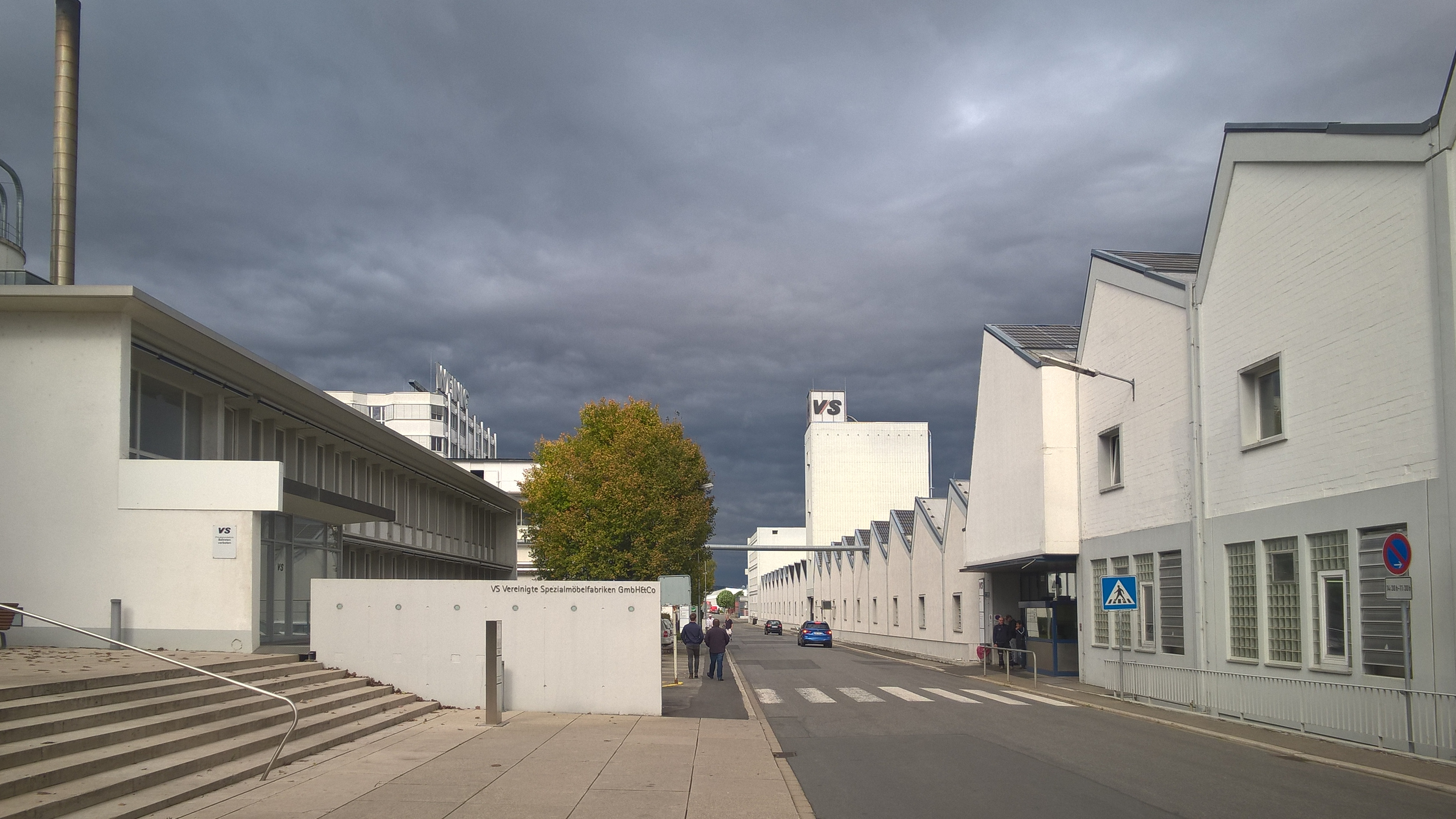
VS Vereinigte Spezialmöbelfabriken sowie das VS-Schulmuseum, Hochhäuser Straße 8

- Haydnweg – benannt nach Joseph Haydn (1732–1809), ein österreichischer Komponist der Wiener Klassik
- Hebelweg – benannt nach Johann Peter Hebel (1760–1826), einem deutschen Schriftsteller, Geistlichen und Lehrer, der gemeinhin als Pionier der alemannischen Mundartliteratur gilt und auch durch zahlreiche, auf Hochdeutsch verfasste Kalendergeschichten bekannt ist
- Heckfelder Straße – im Stadtteil Dittwar und verläuft in Richtung Heckfeld. Sie war vor dem Bau der Ortsumgehungsstraße (L 578) gemeinsam mit der Talstraße die Hauptverbindungsstraße von Tauberbischofsheim durch den Ort Dittwar nach Heckfeld.
- Heineweg
- Herbelweg – Dieser Weg befindet sich im Stadtteil Dittigheim.
- Herderweg
- Herrenmühle
- Hintere Gasse – im Stadtteil Dittigheim.
- Hintere Torstraße – im Stadtteil Dittigheim.
- Hochhäuser Straße
- Hockergräberstraße – im Stadtteil Dittigheim.
- Höhbergstraße
- Hof Steinbach – im Weiler Hof Steinbach, Gemarkung Dittigheim.
- Hohenstraße – im Stadtteil Impfingen.
- Hölderlinweg

## I
- Im Gäßlein – im Stadtteil Impfingen.
- Im Grund – im Stadtteil Dienstadt.
- Im Stickelgarten – im Stadtteil Hochhausen.
- Impfinger Pfad – im Stadtteil Dienstadt und verläuft in Richtung Impfingen.

## J
- Johanneskreuzstraße – im Stadtteil Dittigheim.
- Josef-Dürr-Straße
- Josef-Lang-Weg – im Stadtteil Dienstadt. Seit 2022 als Erschließungsstraße mit Wendehammer für elf Baugrundstücke im Baugebiet Wanne.
- Julius-Echter-Straße – im Stadtteil Impfingen.
- Julius-Berberich-Straße – unter anderem Autor des Buches Geschichte der Stadt Tauberbischofsheim und des Amtsbezirks. Tauberbischofsheim 1895.
- Johannes-Kepler-Straße – auf dem Gelände der ehemaligen Kurmainz-Kaserne; benannt nach Johannes Kepler.

## K

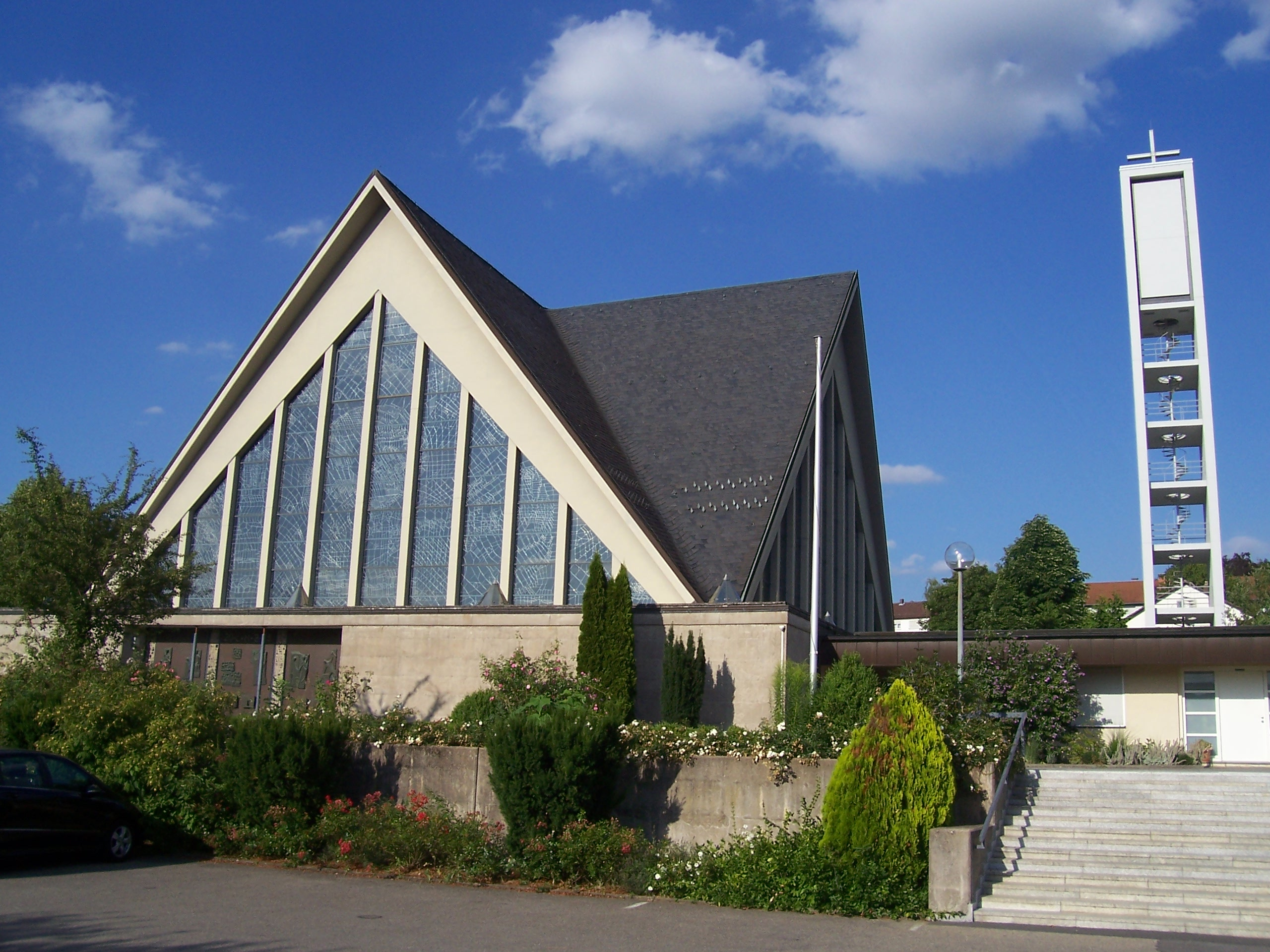
Katholische Pfarrkirche St. Bonifatius, Tauberbischofsheim, Kapellenstraße 2

- K 2814 – Die Kreisstraße 2814 verläuft vom Stadtteil Dittigheim in Richtung Distelhausen und von dort bis nach Gerlachsheim.
- K 2815 – Die Kreisstraße 2815 verläuft vom Stadtteil Hochhausen in Richtung Tauberbischofsheim. Dort mündet sie in die Pestalozziallee.
- K 2816 – Die Kreisstraße 2816 zweigt von der L 504 (Tauberbischofsheim-Külsheim) ab und führt zum Stadtteil Dienstadt. Am anderen Dienstädter Ortsende führt die K 2816 wieder zur L 504 in Richtung Külsheim.
- K 2880 – Die Kreisstraße 2880 verläuft vom Stadtteil Hochhausen in Richtung Uissigheim sowie von Hochhausen nach Werbach.
- K 2881 – Die Kreisstraße 2881 verläuft in der Nähe von Dienstadt für kurze Zeit auf Tauberbischofsheimer Gemarkung. Sie zweigt von der L 504 (Tauberbischofsheim-Külsheim) ab und führt in Richtung Eiersheim.
- Kachelstraße
- Kapellenstraße
- Kartäuser Ring – im Stadtteil Hochhausen.
- Kasernenstraße – Namensgebung aufgrund der ehemaligen Kurmainz-Kaserne in Tauberbischofsheim.
- Kastanienallee – im Stadtteil Dittigheim.
- Keltenweg
- Kilianstraße
- Kirchenbergring – im Stadtteil Impfingen.
- Kirchgäßchen[25]
- Kirchpfad – im Stadtteil Dittwar. Sie führt auf die Pfarrkirche St. Laurentius zu. Die Straße endet von beiden Seiten in einer Sackgasse. Diese beiden Straßenteile sind nur durch einen Fußgängerpfad verbunden.
- Kirchplatz – im Stadtteil Impfingen. An ihr liegt die Pfarrkirche St. Nikolaus. Ein anderer, ehemaliger Kirchplatz in Tauberbischofsheim wird heute als St.-Lioba-Platz bezeichnet.[26]

- Kirchweg

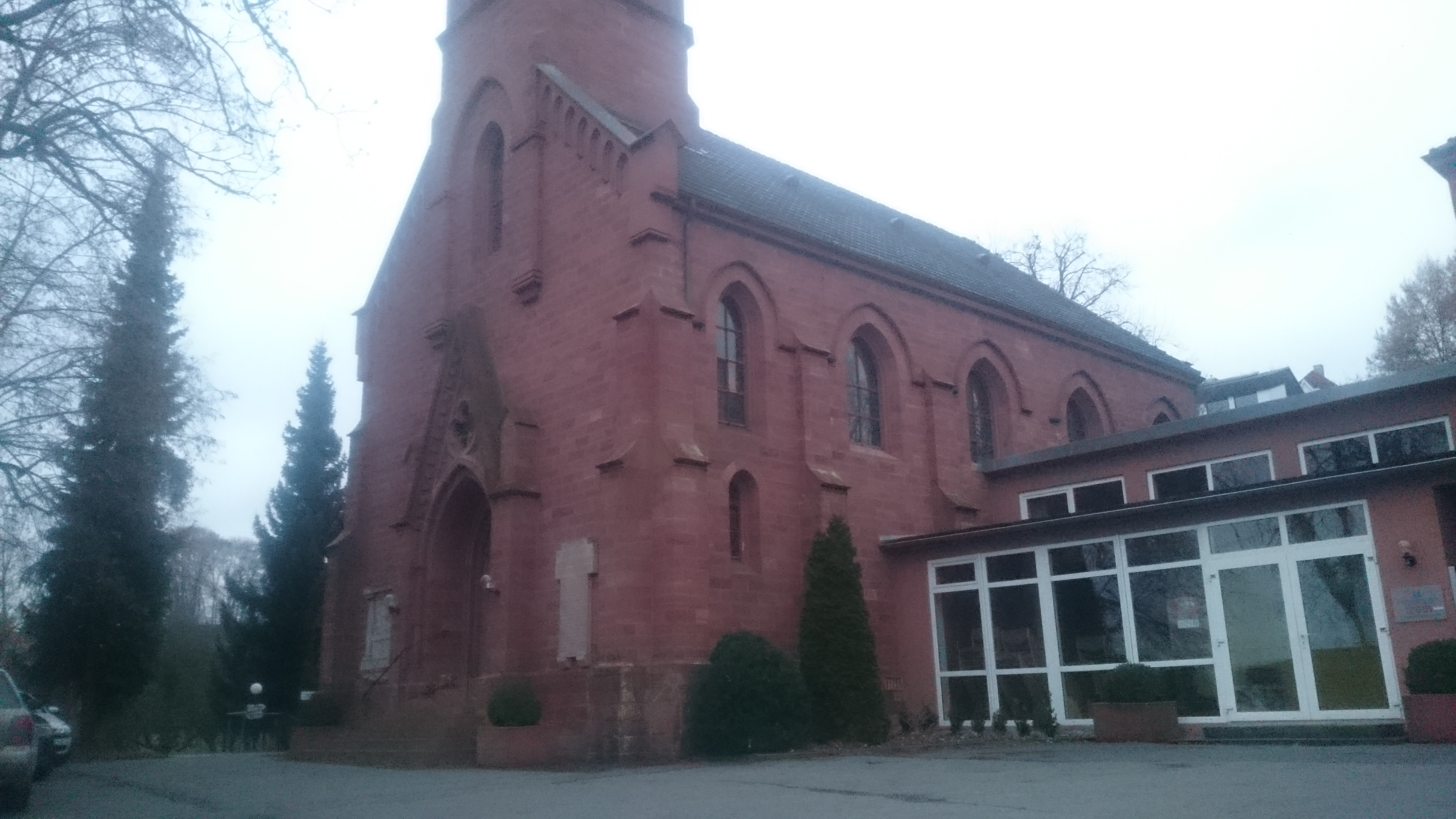
Evangelische Christuskirche, Tauberbischofsheim, Kirchweg 6

- Klesbergstraße – im Stadtteil Dittigheim.
- Klinge – im Stadtteil Distelhausen.
- Klostergasse[14][27]
- Klosterhof[28]
- Kolpingstraße
- Königheimer Straße – Diese Straße war vor dem Bau der B 27 die Hauptverbindungsstraße von Tauberbischofsheim nach Königheim. Heute ist die Königheimer Straße ein Wohngebiet.

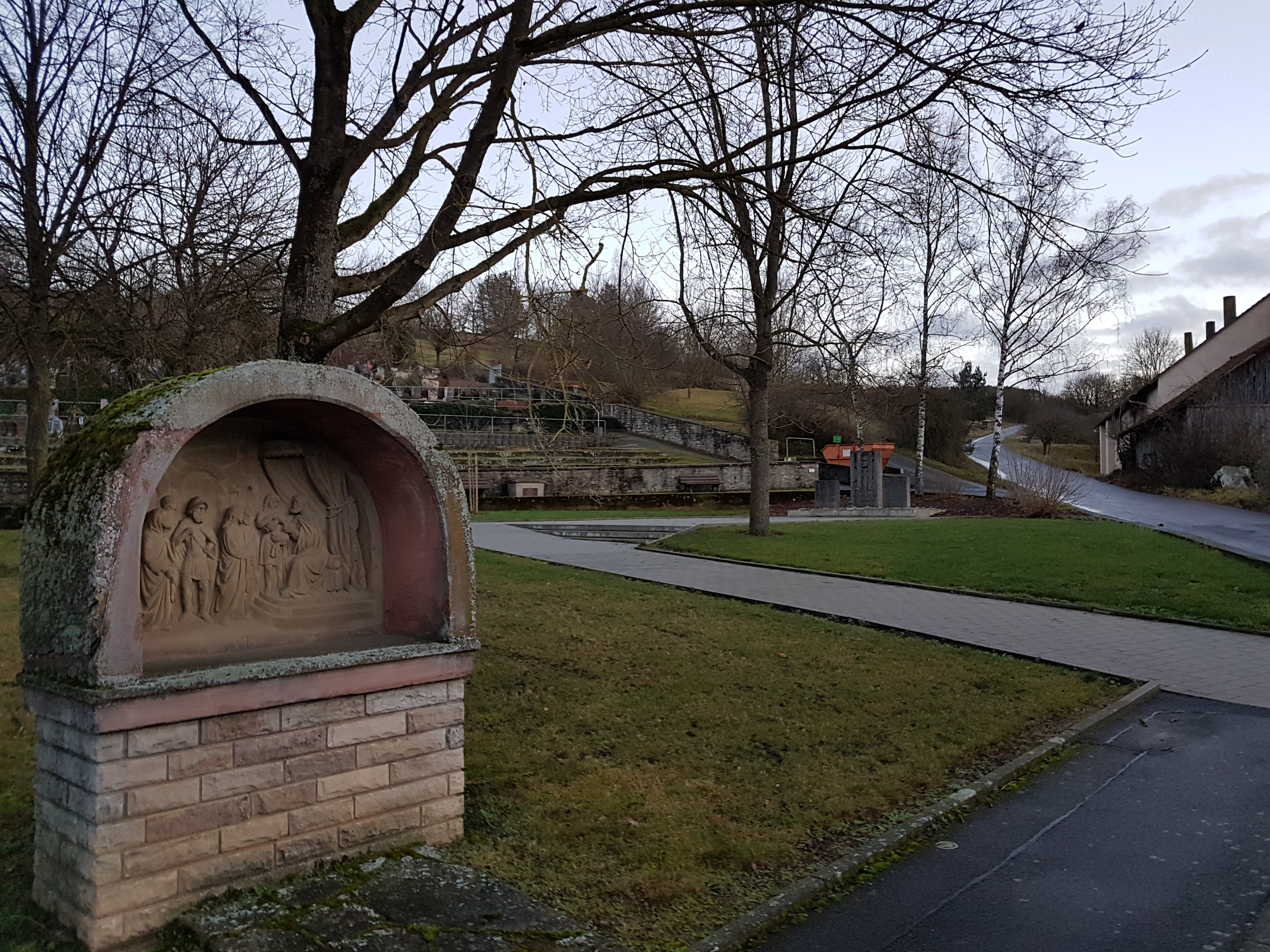
Friedhof Dittwar und Beginn des Wallfahrtsweges zum Kreuzhölzle, Kreuzweg 5

- Königheimer Weg – im Stadtteil Dienstadt und verläuft in Richtung Königheim.
- Königheimer Weg – Dieser Weg befindet sich im Stadtteil Dittwar im Weinberg Dittwarer Ölkuchen.[22]
- Krainerweg – im Stadtteil Impfingen.
- Krautgartenweg
- Kreuzweg
- Külsheimer Straße – Diese Straße beginnt am Zipf-Kreisel in Tauberbischofsheim und verläuft bis zum Ende der Häuser in Richtung Külsheim. Danach als L 504 verzeichnet.
- Külsheimer Weg – im Stadtteil Dienstadt.
- Kurmainzring
- Kurze Gasse – im Stadtteil Dienstadt. Siehe auch die Lange Gasse in Dienstadt.
- Kurze Steige – im Stadtteil Distelhausen.

## L

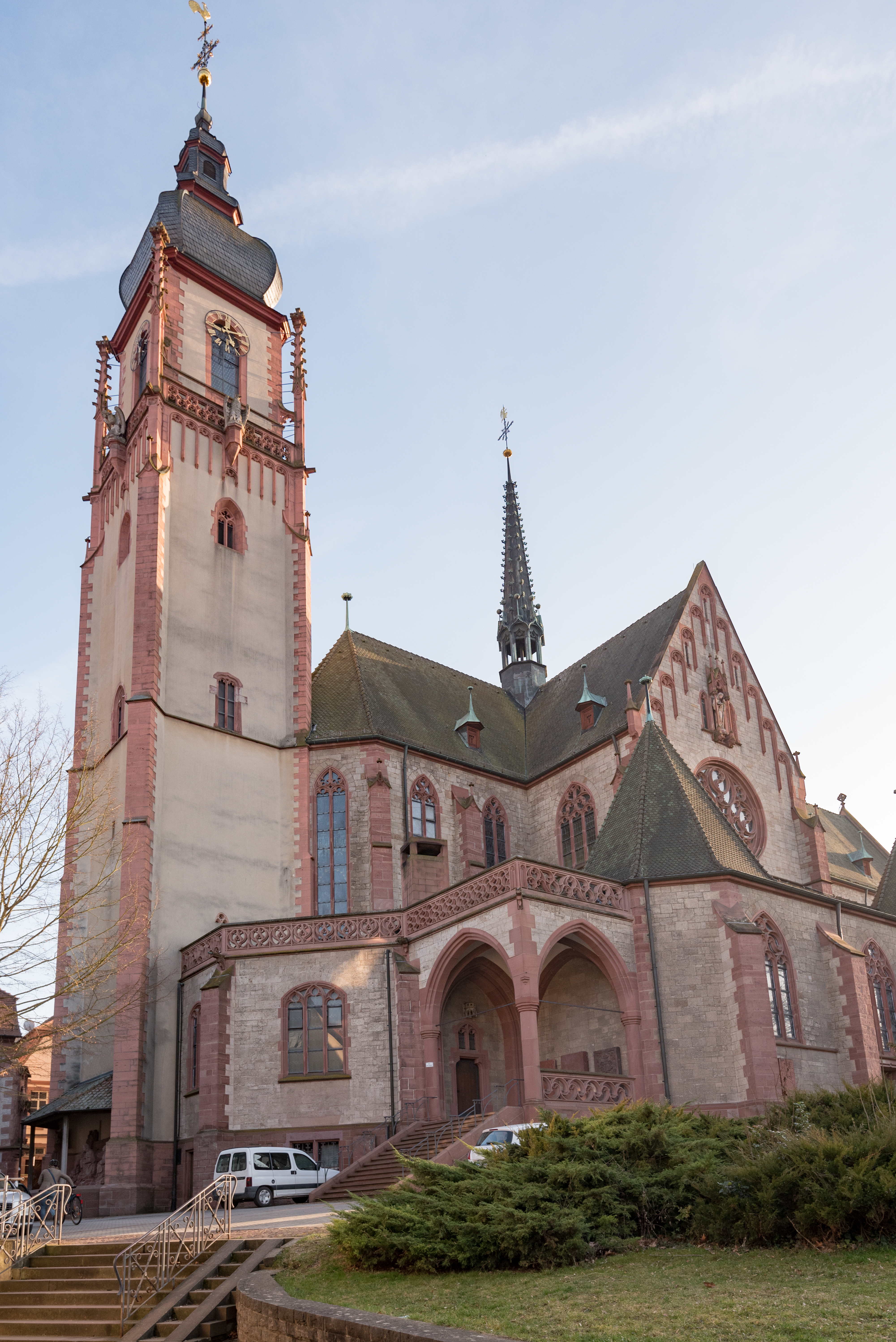
Stadtkirche St. Martin, Liobaplatz 1

- L 504 – Die Landesstraße 504 verläuft ab Tauberbischofsheim in Richtung Külsheim. Ab dem Zipf-Kreisel bis zum Ende der letzten Häuser noch als Külsheimer Straße bezeichnet.
- L 506 – Die Landesstraße 506 verläuft vom Stadtteil Impfingen nach Werbach sowie von Impfingen nach Tauberbischofsheim.
- L 512 – Die Landesstraße 512 verläuft vom Stadtteil Distelhausen in Richtung Grünsfeld.
- L 578 – Die Landesstraße 578 verläuft von Tauberbischofsheim in Richtung Großrinderfeld. In Tauberbischofsheim mündet die L 578 in die B 27. Am Tauberbischofsheimer Wohnplatz Bahnhof Dittwar beginnt die L 578 erneut und verläuft über den Stadtteil Dittwar in Richtung Heckfeld.
- Lange Gasse – im Stadtteil Dienstadt. Siehe auch die Kurze Gasse in Dienstadt.
- Lange Steig – im Stadtteil Impfingen.
- La-Roche-Weg
- Laurentiusbergstraße
- Laurentiusstraße – im Stadtteil Dittwar. An der Straße liegt die Pfarrkirche St. Laurentius.
- Leintalblick – im Stadtteil Impfingen. Sie ermöglicht einen Blick ins Leintal auf der anderen Talseite des Taubertals. Im Leintal befinden sich Impfinger Weinberge.
- Leintalstraße
- Lerchenrain – zweigt im Stadtteil Dittwar ab zum Wohnplatz Lerchenrain
- Lessingweg
- Lindenstraße – im Stadtteil Distelhausen.
- Lindenweg
- Liobaplatz – umgangssprachliche Bezeichnung, siehe offiziell unter: St.-Lioba-Platz.[26][29]
- Liobastraße – umgangssprachliche Bezeichnung, siehe offiziell unter: St.-Lioba-Straße.[30]
- Lortzingweg
- Ludwig-Mönch-Straße
- Lupinenweg – im Stadtteil Impfingen.

## M

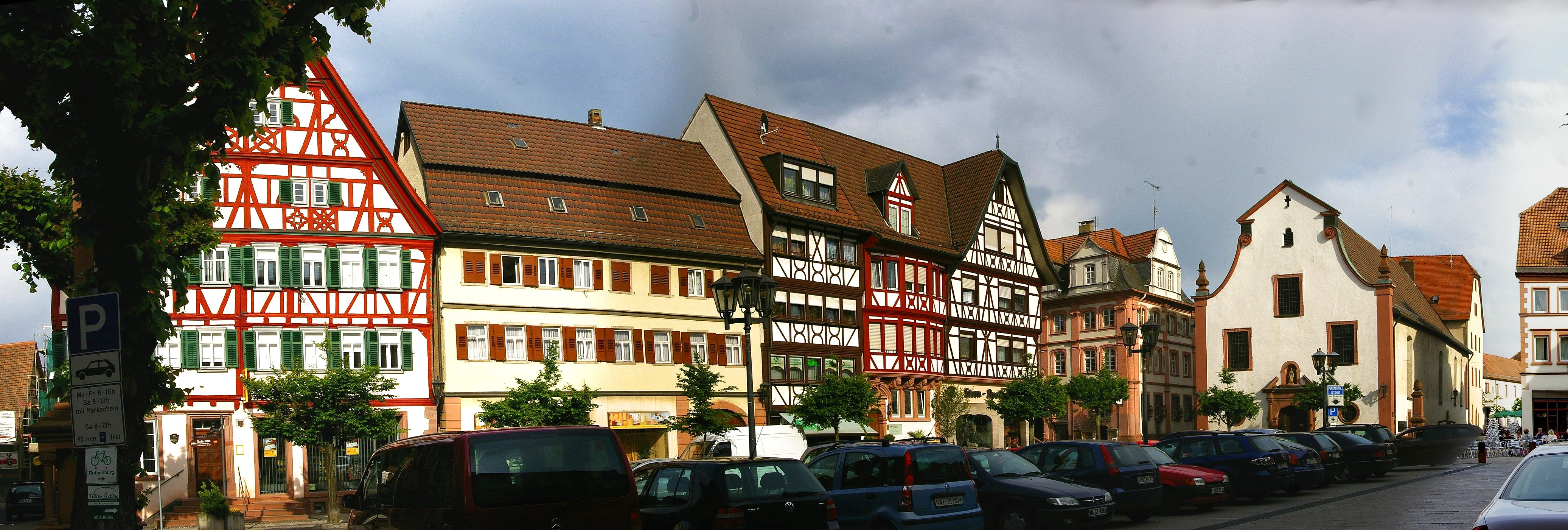
Gebäudeensemble am Marktplatz

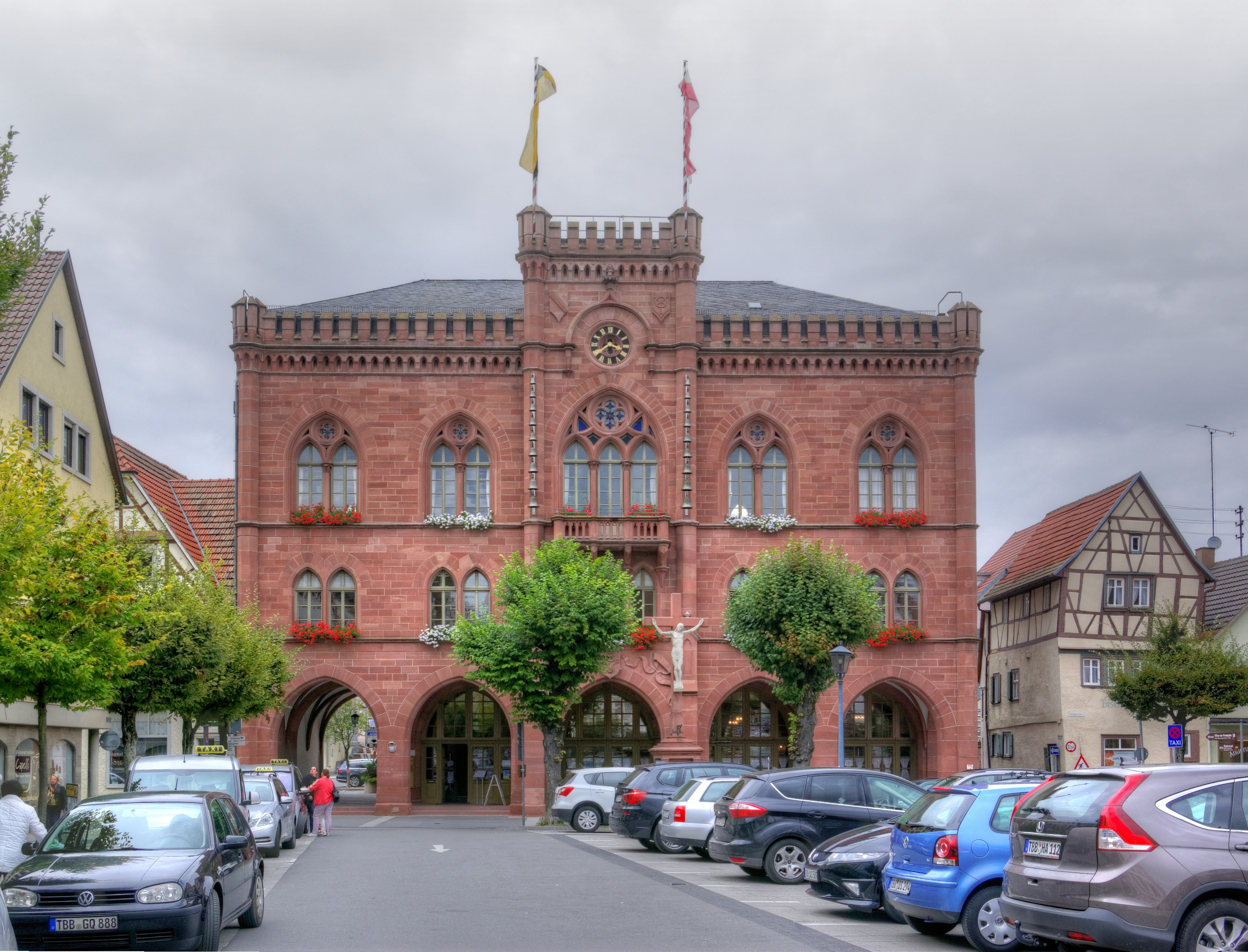
Tauberbischofsheimer Rathaus, Marktplatz 8

- Mäuerlein – im Stadtteil Hochhausen.
- Manggasse – In dieser Gasse waren einst vermögende Manger und Färber zu Hause.[14][31]
- Marie-Curie-Straße – auf dem Gelände der ehemaligen Kurmainz-Kaserne; benannt nach Marie Curie.

- Marktplatz[32][33][34]
- Martinsgasse[35]
- Max-Planck-Straße – auf dem Gelände der ehemaligen Kurmainz-Kaserne; benannt nach Max Planck.
- Mergentheimer Straße – in der Stadt Tauberbischofsheim und verläuft in Richtung Bad Mergentheim.
- Merowingerstraße – im Stadtteil Dittigheim.
- Mittbergweg
- Mittelort – im Stadtteil Dittwar.
- Mittlere Gasse[36]
- Mittlere Sonnenhalde – wie die Untere Sonnenhalde und Obere Sonnenhalde im Stadtteil Dittwar.
- Mörikeweg
- Mozartweg
- Muckbachweg – am Wohnplatz Bahnhof Dittwar, Gemarkung Tauberbischofsheim. Am Bahnhof Dittwar mündet der Muckbach in den Brehmbach.
- Mühlenwörth – im Stadtteil Hochhausen.
- Mühlgasse
- Mühlrainstraße – im Stadtteil Dittigheim.
- Museumstraße

## N
- Nelkenweg – im Stadtteil Impfingen.
- Nelly-Sachs-Weg – auf dem Gelände der ehemaligen Kurmainz-Kaserne; benannt nach der Lyrikerin Nelly Sachs.
- Neubaugasse – im Stadtteil Hochhausen.
- Neue Heimat
- Niels-Bohr-Straße – auf dem Gelände der ehemaligen Kurmainz-Kaserne; benannt nach Niels Bohr.

## O
- Oberdorf – im Stadtteil Dienstadt. Siehe auch die Straße Unterdorf in Dienstadt.
- Obere Beund
- Obere Gasse[37]
- Obere Sonnenhalde – wie die Untere Sonnenhalde und Mittlere Sonnenhalde im Stadtteil Dittwar.
- Obere Torstraße – im Stadtteil Dittigheim.
- Oberer Kirchberg – im Stadtteil Dienstadt. Etwas unterhalb verläuft die Straße Unterer Kirchberg.
- Oberer Ölkuchenweg – Dieser Weg befindet sich im Stadtteil Dittwar im Weinberg Dittwarer Ölkuchen.[22]
- Oldenburger Straße – im Stadtteil Hochhausen.

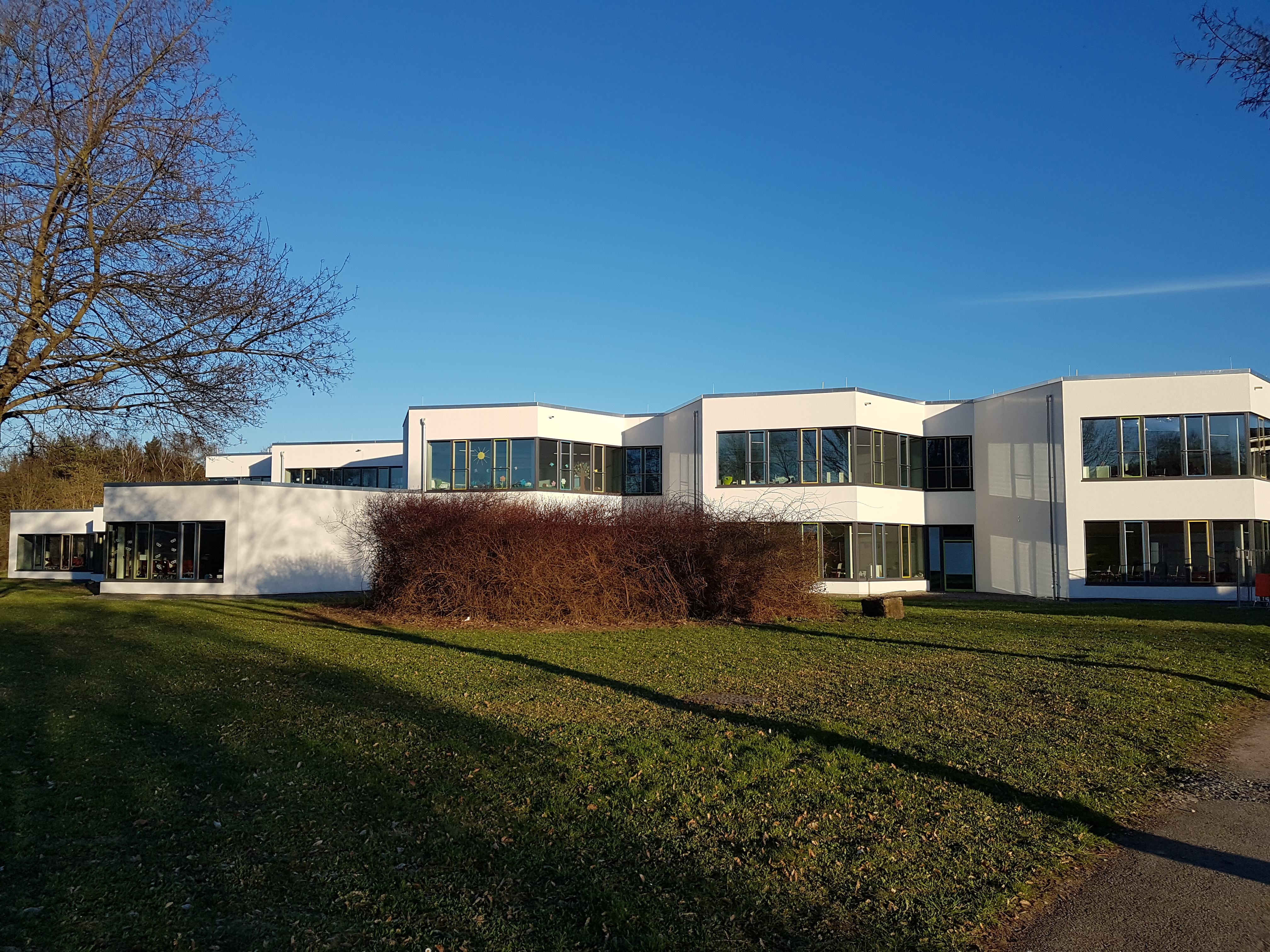
Schulzentrum am Wört, Pestalozziallee 6
Fechtzentrum Tauberbischofsheim, Pestalozziallee 12

## P
- Parkblick – im Stadtteil Distelhausen.
- Pestalozziallee
- Pfarrgasse – im Stadtteil Hochhausen. Eine andere, ehemalige Pfarrgasse in Tauberbischofsheim wird heute als St.-Lioba-Straße bezeichnet.[30]
- Plan – im Stadtteil Impfingen. Der sogenannte "Plan" ist die alte Impfinger Ortsmitte bzw. Dorfplatz. Im Ortsdialekt "Ploo". Am Plan wurde in den 2010er Jahren ein Dorfpavillon mit Toilette errichtet, das für kulturelle Veranstaltungen im Ort genutzt wird, beispielsweise das "Ploofest" (Ortsdialekt für Planfest).

## R
- Raiffeisenweg – im Stadtteil Impfingen.
- Ramminger Straße
- Rathausplatz – im Stadtteil Dittigheim.
- Rathausstraße – im Stadtteil Hochhausen.
- Rentamtsgasse – Diese Gasse in der ehemaligen Vorstadt erinnert an das von 1857 bis 1931 dort befindliche Leiningen'sche Rentamt.[14]
- Richard-Trunk-Straße
- Riedernstraße
- Riemenschneiderstraße
- Rilkeweg
- Ringstraße[38]
- Robert-Koch-Straße – auf dem Gelände der ehemaligen Kurmainz-Kaserne; benannt nach Robert Koch.
- Rollenmühle
- Römerstraße
- Rosengasse[39]
- Rosenstraße – im Stadtteil Distelhausen.
- Ruhbankstraße – im Stadtteil Dittigheim.

## S
- Sachsenweg
- Schafweg
- Scheffelweg
- Schillerstraße
- Schirrmannweg
- Schlachtsteige
- Schlachtstraße

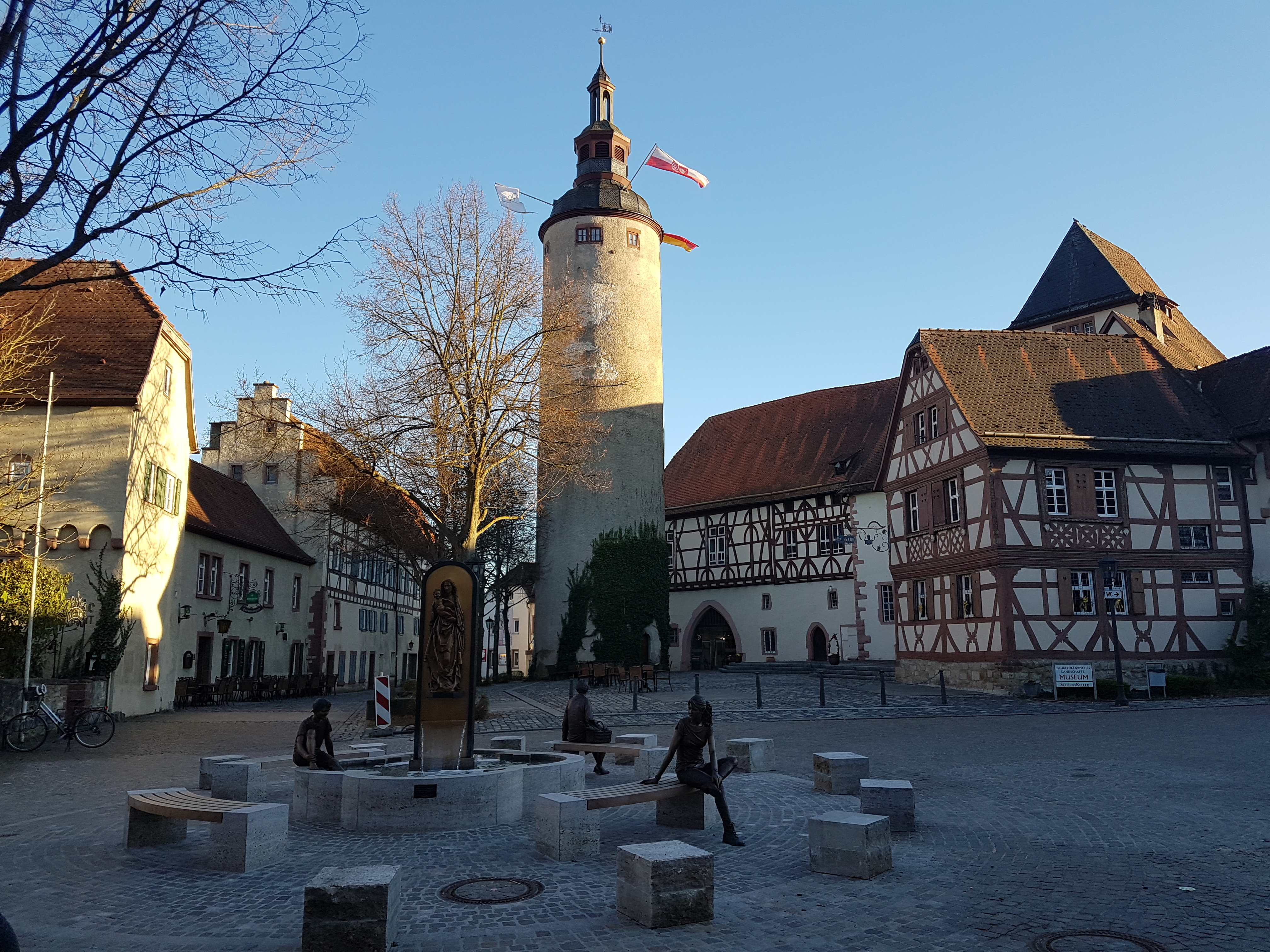
Kurmainzisches Schloss mit Türmersturm, Gebäudeensemble, Schloßplatz 7
Der Tauberbischofsheimer Weihnachtsmarkt vor dem Kurmainzischen Schloss
Schloßplatz 7

- Schloßplatz – Platz vor dem Kurmainzischen Schloss Tauberbischofsheim, einer zum Schloss umgebauten mittelalterlichen Stadtburg. Der Schloßplatz wurde einst als Burgplatz bezeichnet. In der Zeit von 1937 bis 1957, als das Kurmainzische Schloss mit der „Höheren Handelsschule“ eine Vorgängerschule der Kaufmännischen Schule Tauberbischofsheim beherbergte, hieß der Platz Schulplatz.[40][41] Während der Zeit des Nationalsozialismus war neben der Höheren Handelsschule auch die NSDAP-Ortsgruppe Tauberbischofsheim am Schloßplatz vertreten.[42] Seit 1970 befindet sich das Tauberfränkische Landschaftsmuseum im Kurmainzischen Schloss am Schloßplatz.[43] Seit 1995 findet der traditionsreiche „Tauberbischofsheimer Weihnachtsmarkt“ an zwei Adventswochenenden, jeweils von freitags bis sonntags, auf dem Schloßplatz und im Schlosskeller des Kurmainzischen Schlosses statt.[44][45] Zuvor wurde der Weihnachtsmarkt von 1983 bis 1994 auf dem Marktplatz veranstaltet.[46] Während des Weihnachtsmarktes steht am Schloßplatz tageweise das Tauberfränkische Landschaftsmuseum im Kurmainzischen Schloss zur Besichtigung offen. Der rustikal eingerichtete Schlosskeller sowie das Jägerhäuschen im Schloss sind ebenfalls für Besucher geöffnet.[46] Daneben wird der Schloßplatz jährlich während des Tauberbischofsheimer Altstadtfestes genutzt sowie für ein Weinfest und ein Open-Air-Kino.[47][48]
- Schloßstraße – im Stadtteil Distelhausen. In der Nähe befindet sich das Zobelschloss.
- Schloßweg[49]
- Schmiedegasse – im Stadtteil Hochhausen.

- Schmiederstraße[50]
- Schneidemühle
- Schubertstraße

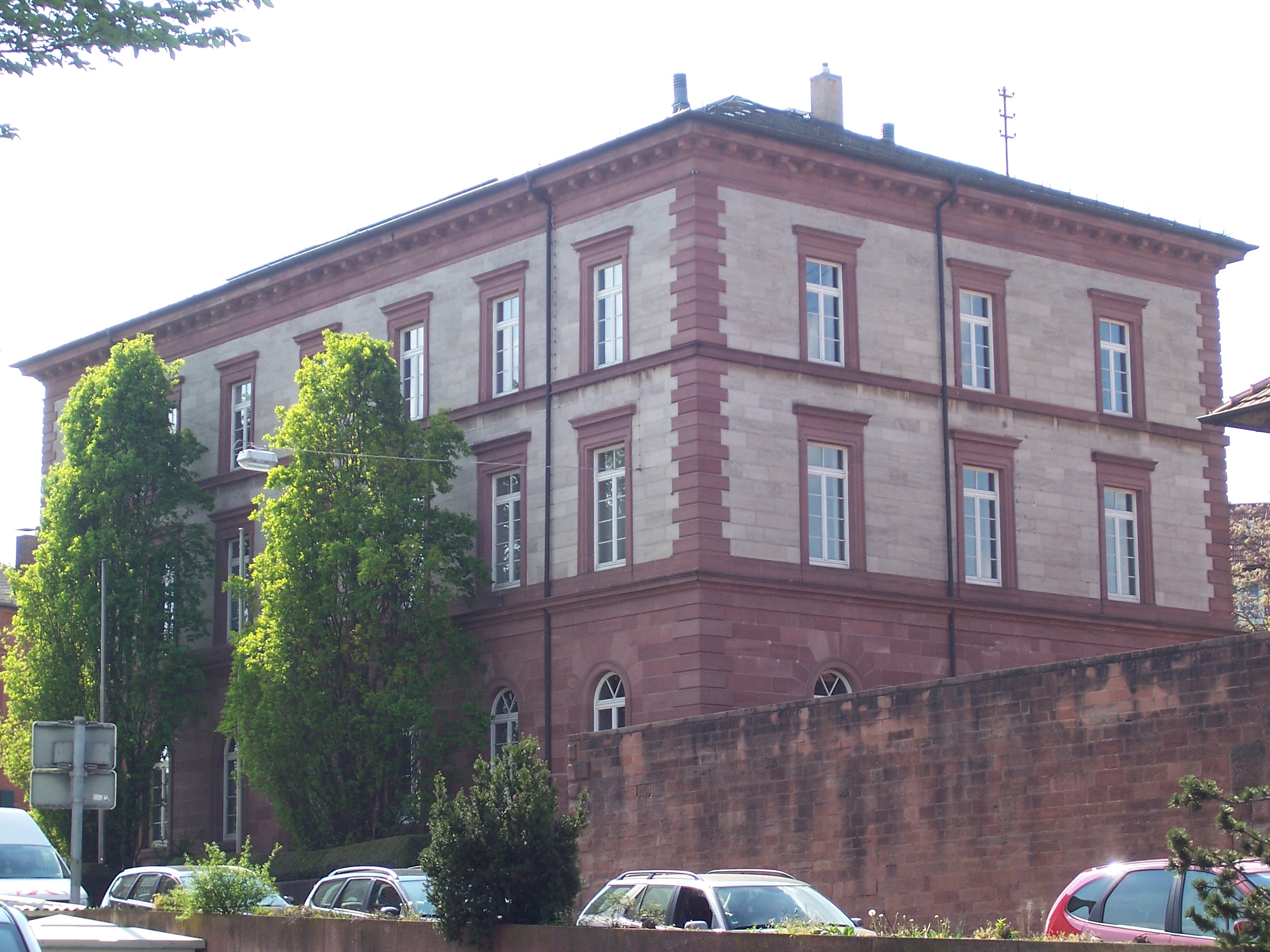
Amtsgericht Tauberbischofsheim, Schmiederstraße 22

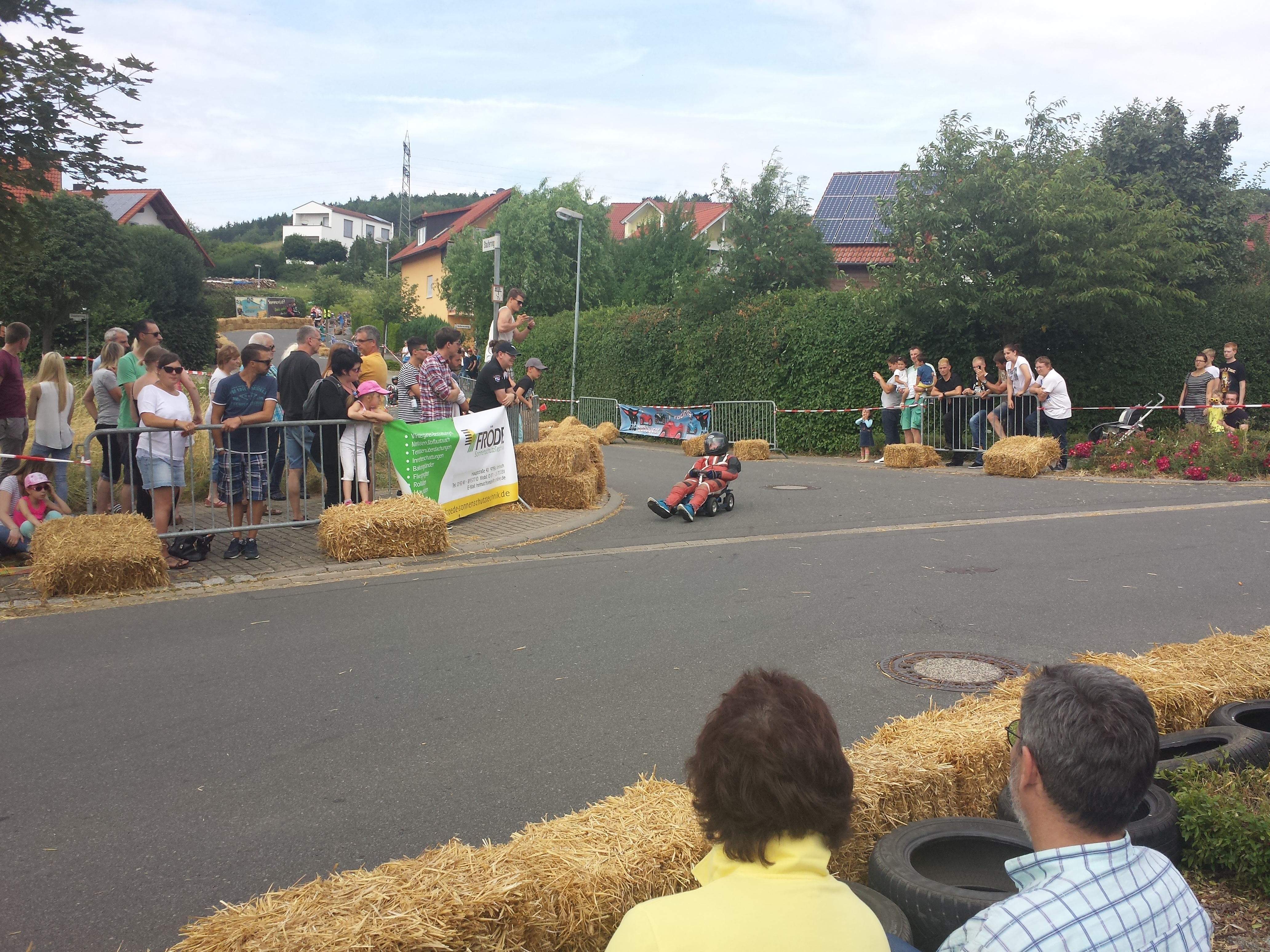
Badische Big-Bobby-Car Meisterschaft in Tauberbischofsheim, Mündung Stauferring in die Duderstädter Allee

- Schulgasse – im Stadtteil Hochhausen.
- Schulweg – im Stadtteil Dittwar. Sie verläuft von der Gissigheimer Straße zur Laurentiushalle. Dort befand sich einst die Dittwarer Volksschule. Die Dittwarer Grundschulkinder besuchen seit deren Auflösung die Christian-Morgenstern-Schule in Tauberbischofsheim.
- Schulzengasse – im Stadtteil Hochhausen.
- Schürerweg – im Stadtteil Hochhausen.
- Schützenweg
- Schwabenweg
- Serpentinenweg
- Siemensstraße
- Sonnenplatz
- Speerstraße
- Spitalweg
- St.-Lioba-Platz – umgangssprachlich auch nur Liobaplatz.[26]
- St.-Lioba-Straße – umgangssprachlich auch nur Liobastraße.[30]
- Stadionweg
- Stammbergweg
- Stauferring

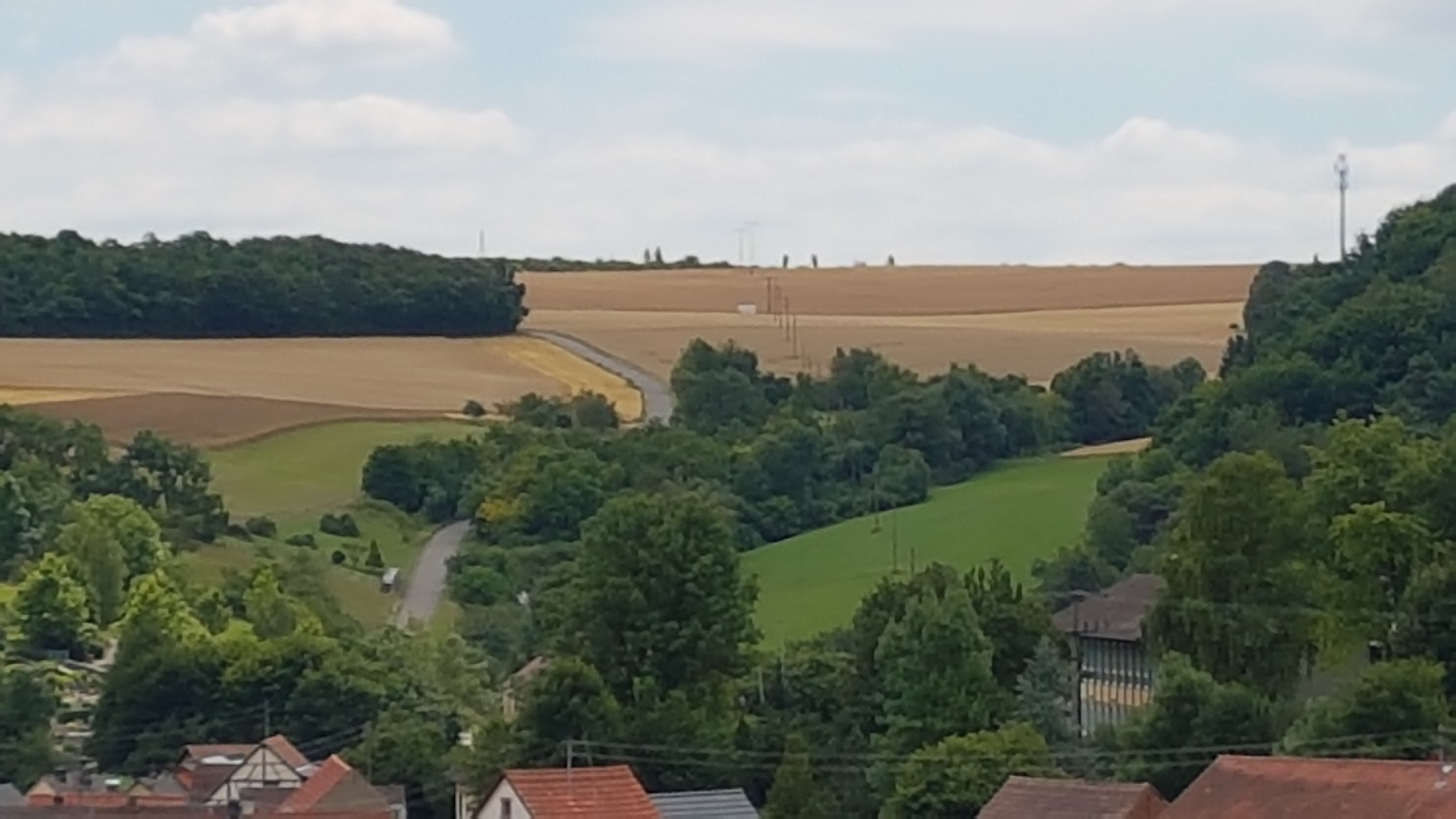
Blick über Dittwar auf den Steigegraben und den Weg an seinem rechten Hang, den Steigweg

- Steige – im Stadtteil Dittwar im Dorf.
- Steigweg – ebenfalls im Stadtteil Dittwar. Entlang des Steigegrabens verläuft der sogenannte Steigweg als Ortsverbindungsweg in Richtung Oberlauda. Im Dittwarer Ortsdialekt werden der Steigegraben und der am rechten Rand seines Geländeeinschnittes zu Tal laufende Weg gleichermaßen Staach [ʃdaːx] genannt, entsprechend dem regionalen Ausdruck für das süddeutsche Wort Steige.[22]
- Steinbacher Weg
- Steiniger Weg – im Stadtteil Dittwar.[22]
- Steppersgasse – im Stadtteil Hochhausen.
- Stifterstraße
- Stockgewann
- Stormweg
- Struwepfad – Der Pfad verdankt seinen Namen dem Schreiner Josef Zugelder, der im Jahr 1848 durch seinen entschiedenen Widerstand den Abriss des Türmersturms verhindert hatte. Zugelder wurde nach dem bekannten radikalen 1848er Revolutionär Gustav Struve auch „Struwe“ genannt. Aufgrund dieses Übernamens heißt die Gasse, an der früher sein Haus stand, heute „Struwepfad“.[14]
- Sudetenstraße – nach der Vertreibung der Deutschen aus der Tschechoslowakei ließen sich zahlreiche sudetendeutsche Familien in der Region nieder
- Synagogengasse – im Stadtteil Dittigheim.

## T

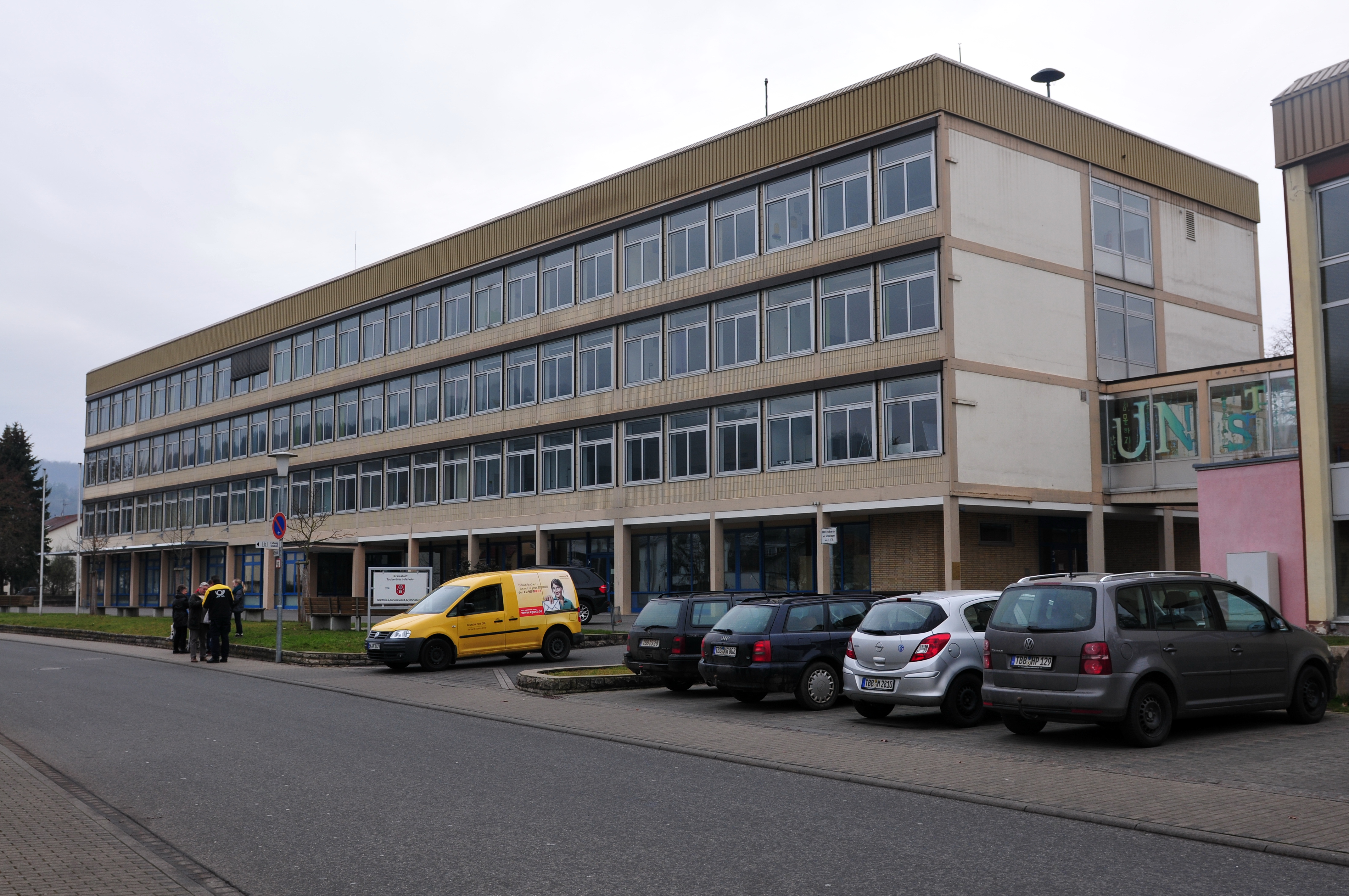
Matthias-Grünewald-Gymnasium, Taubenhausweg 2

- Talblick – im Stadtteil Dienstadt.
- Talstraße – im Stadtteil Dittwar. Sie war vor dem Bau der Ortsumgehungsstraße (L 578) gemeinsam mit der Heckfelder Straße die Hauptverbindungsstraße von Tauberbischofsheim durch den Ort Dittwar nach Heckfeld.
- Tannenbergstraße – im Stadtteil Dittigheim.
- Tannenweg
- Taubenhausweg
- Taubentalweg – im Stadtteil Dittigheim. Sie führt in den Taubentalgraben.
- Tauberblick – im Stadtteil Distelhausen. Sie ermöglicht einen Blick ins Taubertal.
- Tauberbrücke
- Tauberhell – im Stadtteil Impfingen.

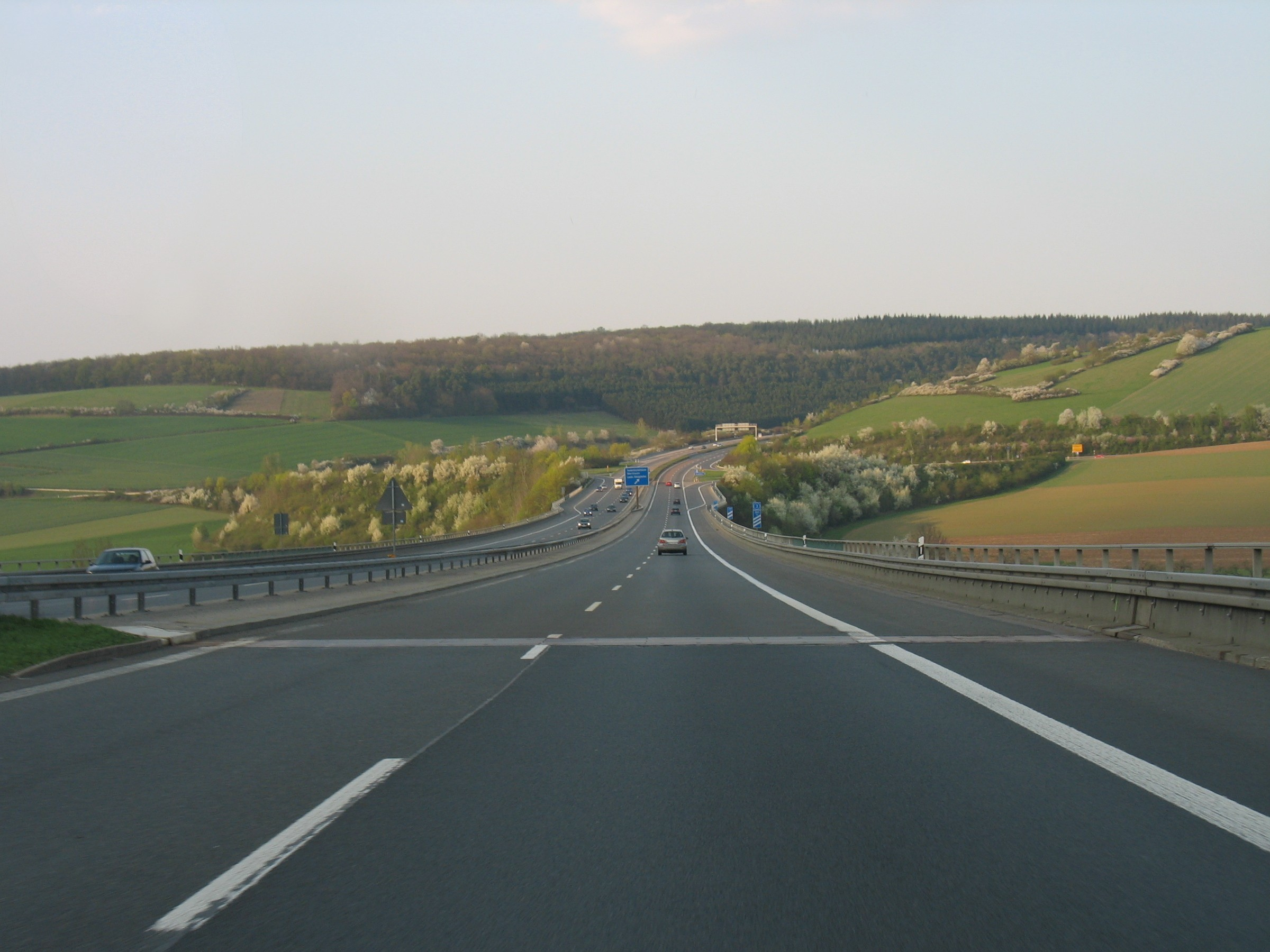
Die Taubertalbrücke der A 81 über das Taubertal zwischen den Stadtteilen Distelhausen und Dittigheim

- Taubertalbrücke – führt die Bundesautobahn 81 zwischen den Stadtteilen Dittigheim und Distelhausen über die Tauber.
- Taubertalstraße – im Stadtteil Impfingen.
- Teicht – im Stadtteil Impfingen.
- Tiefengasse – im Stadtteil Impfingen.
- Torgartenstraße – im Stadtteil Distelhausen.
- Torgartenweg – im Stadtteil Dittigheim.
- Trimm-dich-Pfad
- Tulpenstraße – im Stadtteil Distelhausen.
- Tulpenweg – im Stadtteil Impfingen.

## U
- Uhlandweg
- Ulmenweg
- Unterdorf – im Stadtteil Dienstadt. Siehe auch die Straße Oberdorf in Dienstadt.
- Untere Beund – im Stadtteil Hochhausen.
- Untere Gasse[51]
- Untere Sonnenhalde – wie die Mittlere Sonnenhalde und Obere Sonnenhalde im Stadtteil Dittwar.
- Untere Torstraße – im Stadtteil Dittigheim.
- Unterer Kirchberg – im Stadtteil Dienstadt. Etwas oberhalb verläuft die Straße Oberer Kirchberg.

## V
- Veit-Stoß-Straße

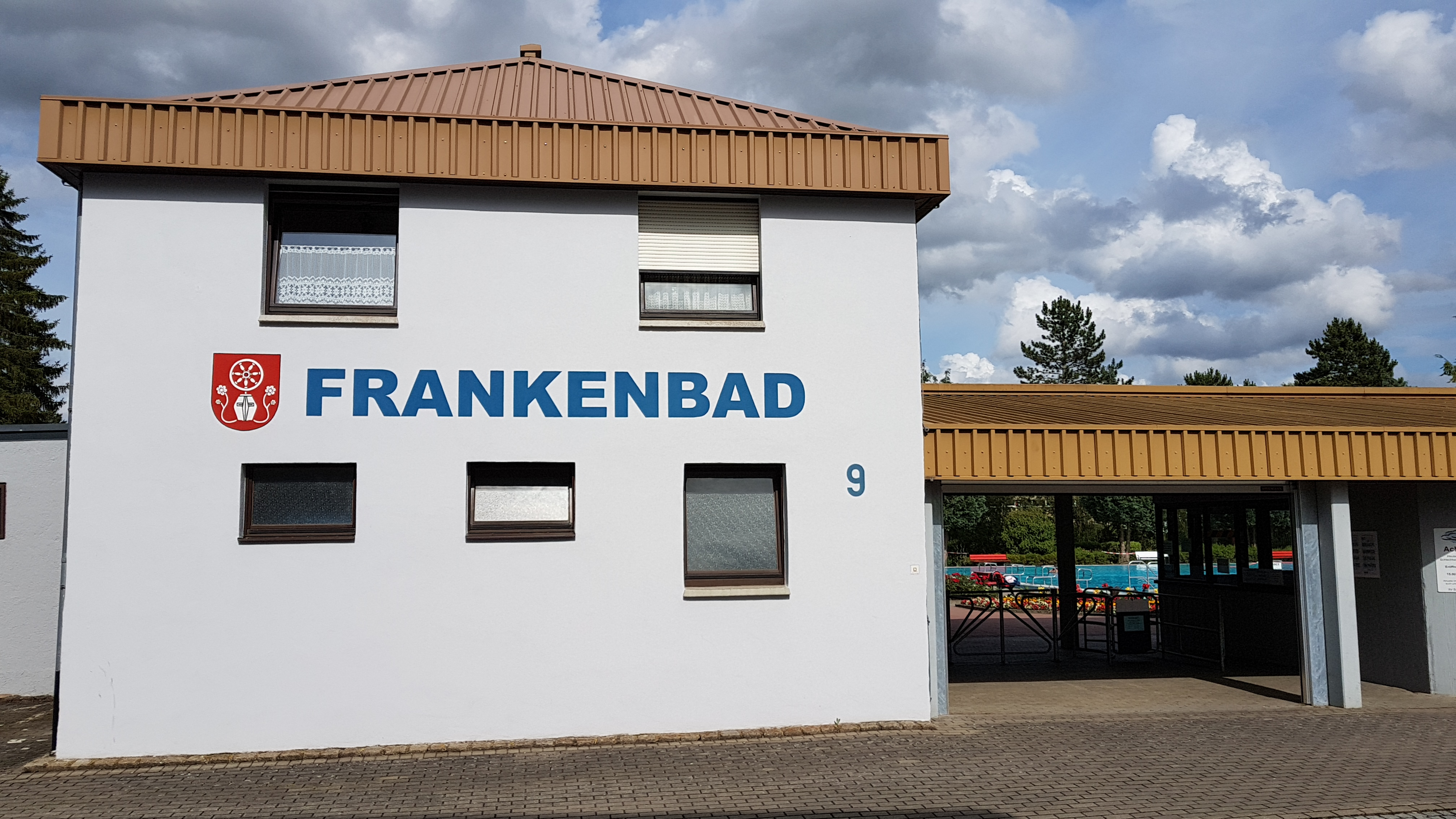
Frankenbad Tauberbischofsheim, Vitryallee 9

- Veitsstraße – im Stadtteil Dittigheim.
- Verkehrsübungsplatz
- Vitryallee – 1963 wurde die Partnerschaft zwischen dem Regierungsbezirk Nordbaden und dem französischen Département Marne geschlossen. Hierdurch angeregt schloss Tauberbischofsheim 1966 eine Partnerschaft mit der Stadt Vitry-le-François in der Region Grand Est.[52]
- Von-Rieneck-Straße – im Stadtteil Impfingen.
- Von-Faber-Straße
- Von-Ketteler-Weg

## W

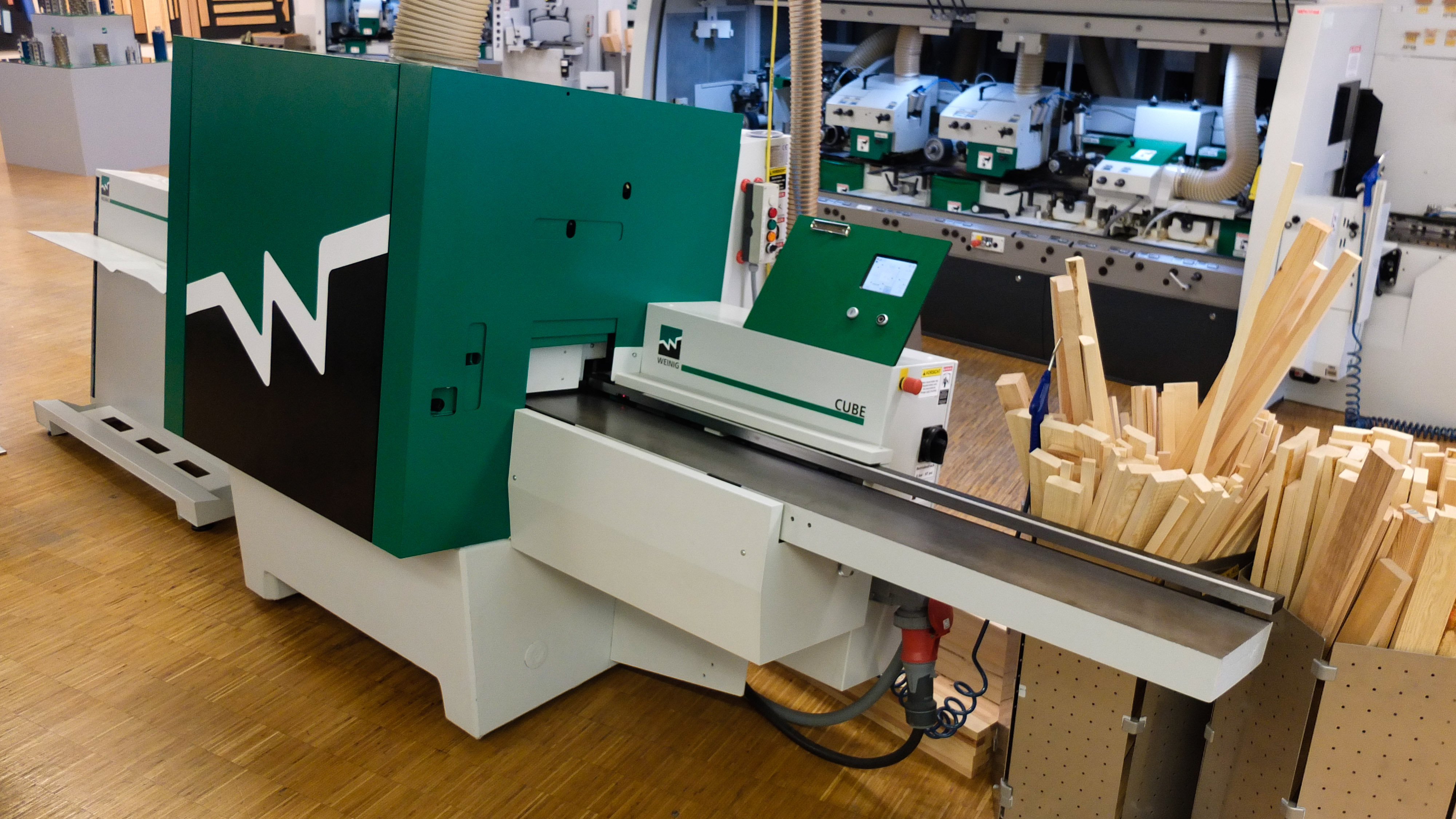
Michael Weinig AG, Weinigstraße 2
St.-Wolfgangs-Ritt am Pfingstmontag, Wolfgangstraße

- Waldsteige – am Wohnplatz Bahnhof Dittwar, Gemarkung Tauberbischofsheim.
- Weickstraße
- Weinigstraße – Benannt nach der Michael Weinig AG.
- Wellenbergstraße
- Wertheimer Straße
- Wieselweg – am Wohnplatz Bahnhof Dittwar, Gemarkung Tauberbischofsheim.
- Wilhelm-Busch-Straße
- Wolfgangstraße – im Stadtteil Distelhausen. Sie führt von der Pfarrkirche St. Markus bis zur St.-Wolfgangs-Kapelle. Entlang der Wolfgangsstraße befinden sich zahlreiche Kleindenkmale wie beispielsweise Bildstöcke, Steinkreuze und Statuen in Hauswandnischen. Seit 1472 findet am Pfingstmontag der Distelhäuser Pfingstritt entlang der Wolfgangstraße zur St.-Wolfgangs-Kapelle statt.
- Wolfstalflurstraße
- Wörtplatz
- Wörtstraße
- Würzburger Straße – Verläuft in Tauberbischofsheim in Richtung Würzburg. Einst gab es eine weitere, (Alte) Würzburger Straße, die heute Albert-Schweitzer-Straße heißt.[6]

## Z
- Zähringerweg

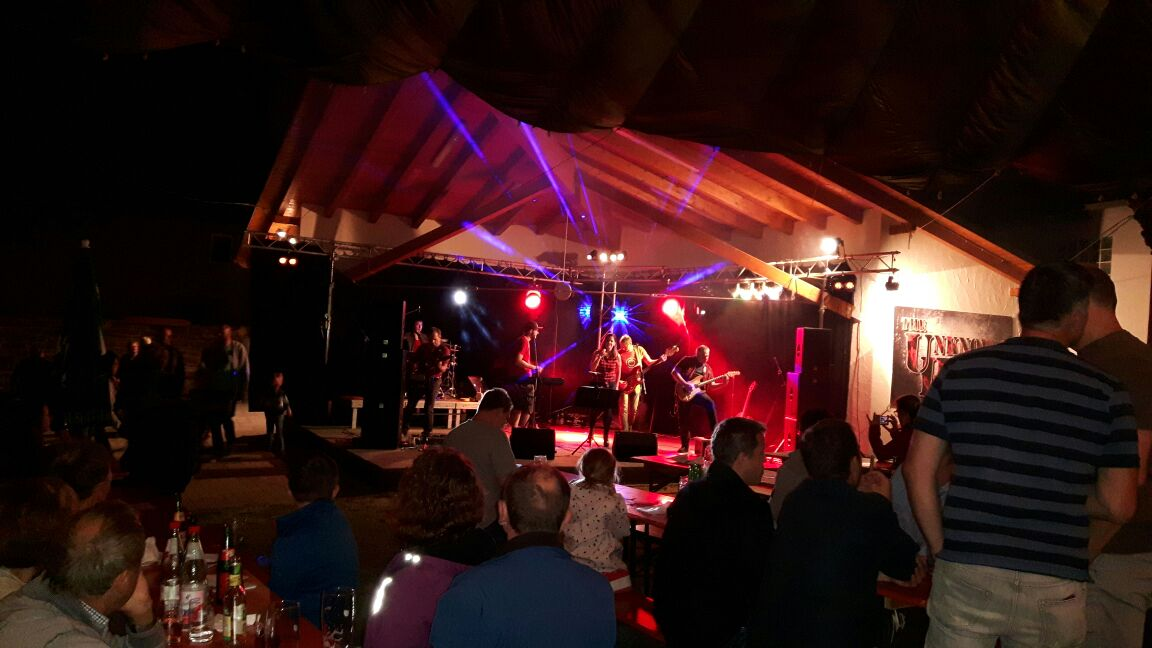
"Ploofest" an der alten Impfinger Ortsmitte, dem sogenannten "Plan", Zum Plan

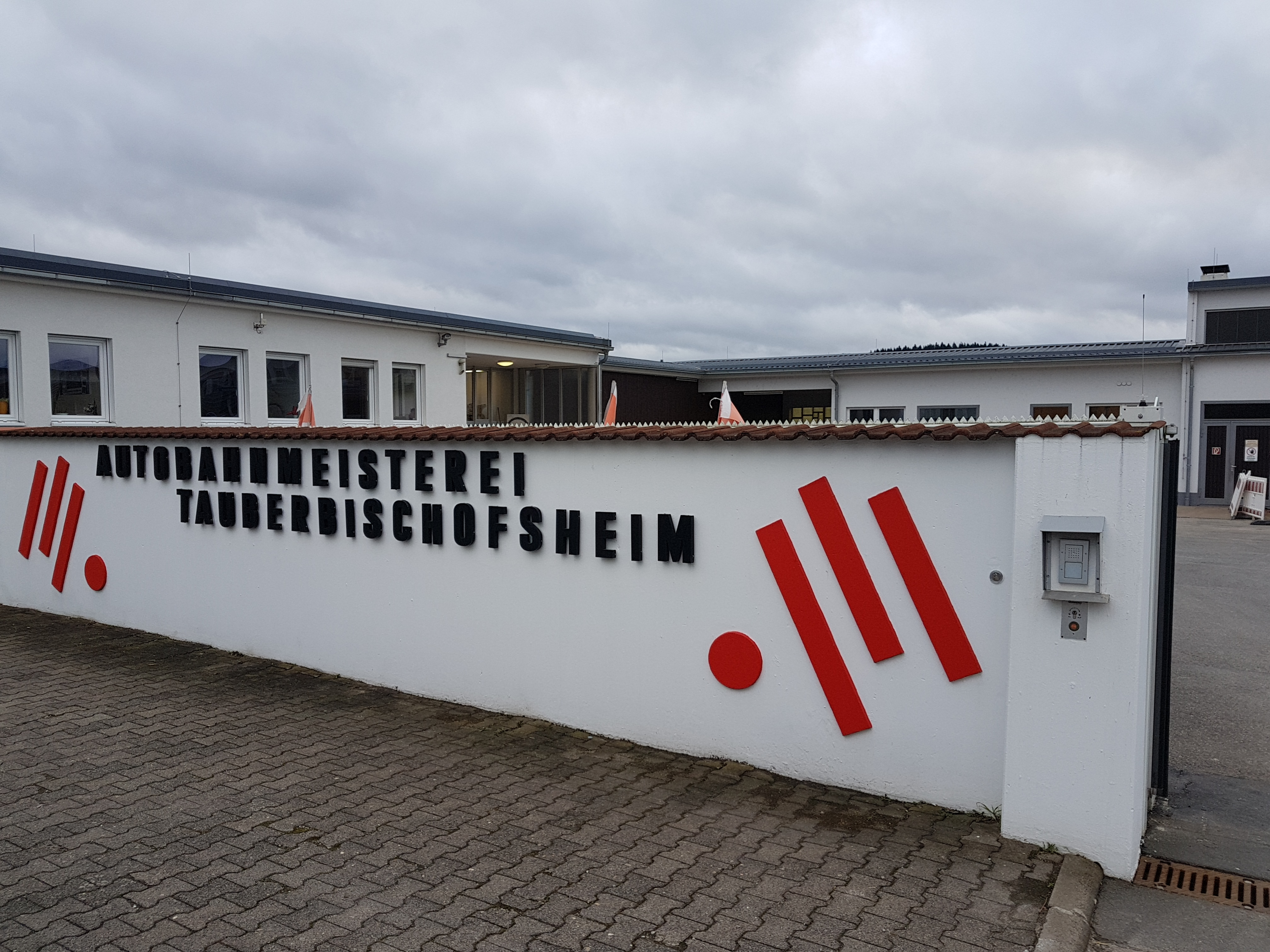
Autobahnmeisterei TBB,
Zur Steige 13

- Zehntfreistraße – im Stadtteil Dittigheim.
- Zehntgasse
- Zobelweg – im Stadtteil Distelhausen. Sie wurde nach der Familie von Zobel benannt, die mit dem Zobelschloss einst einen Sommersitz in Distelhausen hatte.
- Zugelderstraße – Diese Straße (nördlich der Würzburger Straße) gibt es seit 1952.[14]
- Zum Berg – im Stadtteil Dienstadt.
- Zum Brünnle – im Stadtteil Distelhausen.
- Zum Kindergarten
- Zum Mühlkanal – im Stadtteil Impfingen.
- Zum Oberen Tor – im Stadtteil Hochhausen.
- Zum Plan – im Stadtteil Impfingen. Die Straße Zum Plan führt zur alten Impfinger Ortsmitte bzw. Dorfplatz, dem sogenannten "Plan". Im Ortsdialekt "Ploo". Am Plan wurde in den 2010er Jahren ein Dorfpavillon mit Toilette errichtet, das für kulturelle Veranstaltungen im Ort genutzt wird, beispielsweise das "Ploofest" (Ortsdialekt für Planfest).
- Zum Rohnberg – im Stadtteil Impfingen.
- Zum Schneekasten
- Zum Steinschmätzer – im Stadtteil Dittigheim.
- Zum Wehrgarten – im Stadtteil Impfingen.
- Zur Altenau
- Zur Steige – im Stadtteil Distelhausen.
- Zum Stickelgarten – im Stadtteil Hochhausen.
- Zur Wanne – im Stadtteil Dienstadt.
- Zwinger[53]

## Historische Straßennamen
A
- (Alte) Würzburger Straße – Heute: Albert-Schweitzer-Straße.[6]
- Armengasse – Heute: Frauenstraße.[14][19]
- Arme Heimrichsgasse – 1684 im Landschiederbuch genannt, sonst nirgendwo mehr erwähnt. Möglicherweise wurde die Gasse nach einer armen Familie mit dem Namen Haimrich oder Haimerich benannt, die dort wohnte.[14]

B
- Blumenstraße – Davor Kühgasse. Ehemalige Straßenbezeichnung im Stadtteil Dittwar. Dort sollen laut Dorfchronik von 1969 die beiden ältesten Bauernhöfe des Dorfes gestanden haben.[22] Daneben gibt es jedoch heute eine andere Blumenstraße in Tauberbischofsheim.[14][15]
- Burgplatz – Heute: Schloßplatz.[41]
- Burggasse – Heute: Zwinger.[53]

D
- Dörgei – Heute: Eichstraße.[14][17][54]
- Dörgeigäßchen – Ehemaliger Verbindungsweg. Inneres Wegchen von der Manggasse zur Klostergasse, zum hinteren Klosterhof.[55]

E
- Eichgasse – Eich – Heute: Eichstraße.[17][12]

F
- Frauengasse – Da hier einst die Hofgebäude für die vier Frauenhöfe standen, bis die Eigenbewirtschaftung aufgegeben und das Ackergelände gegen Naturalabgaben in Bestand gegeben wurde. Noch 1845 wird das Frauengässchen erwähnt. Heute: Blumenstraße.[14][15]
- Froschgraben – Fröschgraben[50]

G
- Gerbgasse – Heute: Gerbergasse.[14]
- Grabengasse – Heute: Ringstraße.[38]
- Grabenweg – Heute: Oberer Teil der Schmiederstraße.[50]

H
- Heerstraße – Die Römer erbauten eine Heerstraße, die vom Castell Osterburken über Heckfeld, Oberlauda an die Tauber führte, um den Warenaustausch im Tauberland zu ermöglichen.[22]
- Hohlweg – Oberhalb des Stadtteils Hochhausen, etwas unterhalb des Eiersheimer Wegs gelegen. Heute ein flächenhaftes Naturdenkmal mit der Bezeichnung Hohlweg Altenberg Flürlein/Küh/Kniebreche/Berglein/Altenberg.[56]

J
- Judengässchen – Aufgrund der Lage an der ehemaligen Synagoge Hochhausen. Heute: Steppersgasse und Schmiedegasse.

K

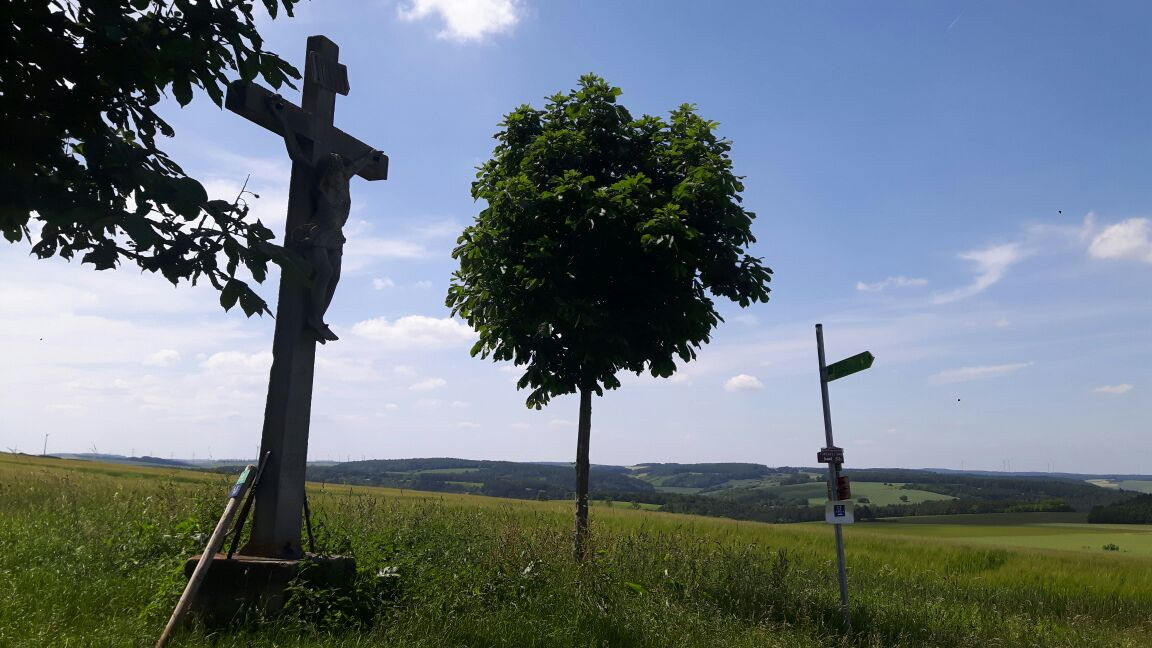
Am Wetterkreuz, Kreuzung der ehemaligen Keltenfernstraßen Main-Neckar und Spessart-Hohenlohe

- Keltenfernstraßen – An der Wegkreuzung des Wetterkreuzes trafen sich in der Zeit v. Chr. die beiden Keltenfernstraßen Main-Neckar und Spessart-Hohenlohe.[22]
- Kirchgasse – Heute: Martinsgasse.[35] Daneben gibt es jedoch heute noch ein Kirchgäßchen.[25]
- Kirchplatz – Heute: Liobaplatz.[26] Daneben gibt es jedoch heute einen anderen Kirchplatz im Stadtteil Impfingen.
- Kühgasse – Danach Blumenstraße. Ehemalige Straßenbezeichnungen im Stadtteil Dittwar. Dort sollen laut Dorfchronik von 1969 die beiden ältesten Bauernhöfe des Dorfes gestanden haben.[22]

P
- Pfarrgasse – Heute: Liobastraße.[30] Daneben gibt es auch heute noch eine andere Pfarrgasse im Stadtteil Hochhausen.
- Pfarrgäßchen – Der Name dieser in der angegebenen Literatur ohne Namen beschriebenen Gasse ist heute nicht mehr genau bekannt. Die Bezeichnung Pfarrgäßchen wurde für diese Auflistung aufgrund der ehemaligen Lage zum Pfarrhaus gewählt. Der alte Stadtviertelsnamen ist ebenfalls als Pfarrgäßchen bekannt. Siehe auch unter dem Gliederungspunkt: "Namenlose Straßen".[25]

S
- Schneckengraben – Unterhalb bzw. entlang der heutigen Schmiederstraße.[50]
- Schulplatz – Heute: Schloßplatz.[41]
- Schwanengasse – Der Name dieser in der angegebenen Literatur ohne Namen beschriebenen Gasse ist heute nicht mehr genau bekannt. Die Bezeichnung Schwanengasse wurde für diese Auflistung aufgrund der ehemaligen Lage zum Gasthaus Schwan gewählt.[57] Siehe auch unter dem Gliederungspunkt: "Namenlose Straßen".
- Stadtgraben[50]

T
- Taubst – Heute: Grabenweg.[23]
- Türkei – Türkeigasse – Heute: Eichstraße.[14][17]

W
- (Alte) Würzburger Straße – Heute: Albert-Schweitzer-Straße.[6] Daneben gibt es heute eine andere (neue) Würzburger Straße in Tauberbischofsheim.

## Rad- und Wanderwege

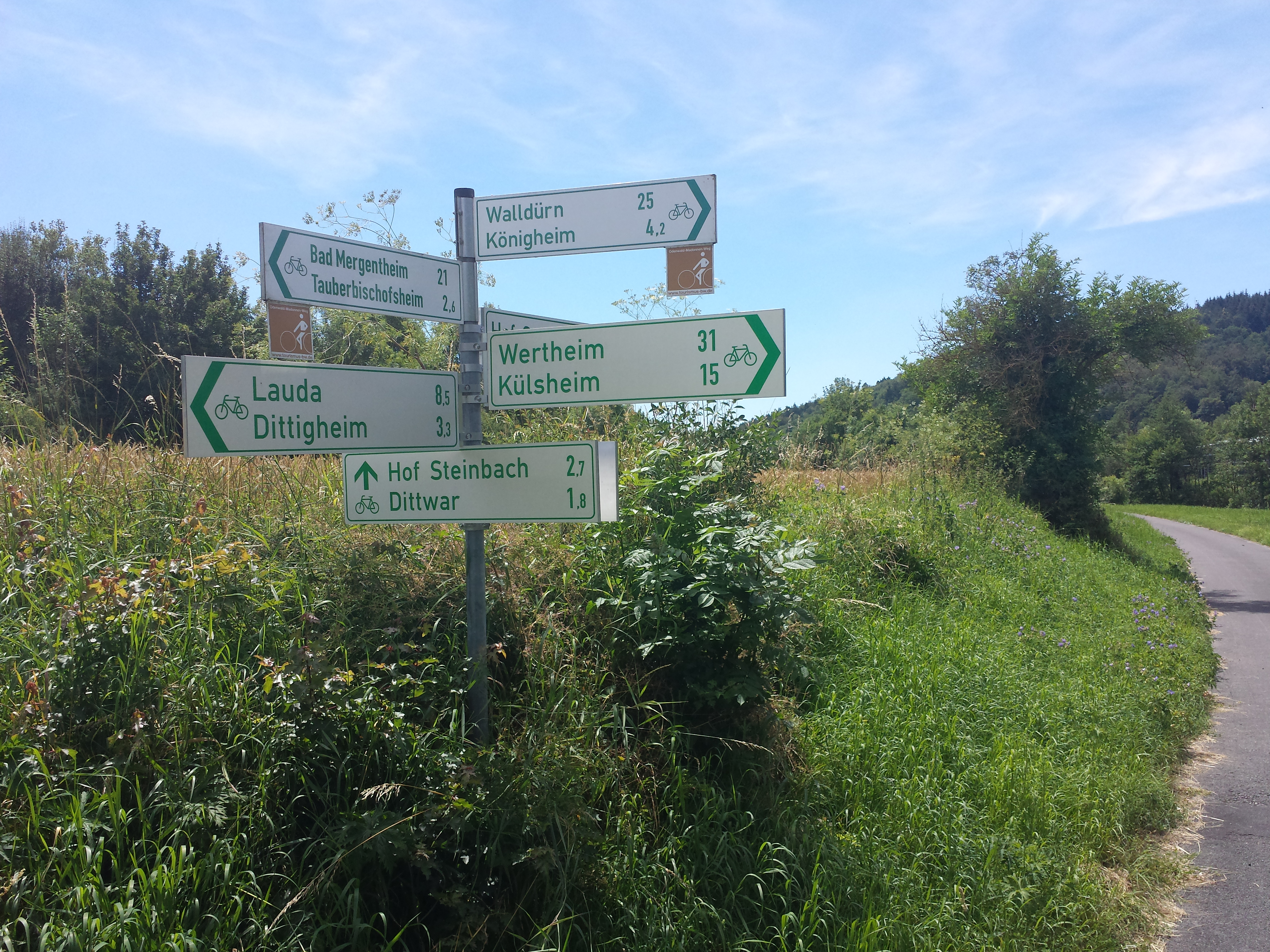
Radwegekreuzung am Bahnhof Dittwar, Muckbachtalradweg in Richtung Dittwar, Brehmbachtalradweg in Richtung Tauberbischofsheim oder Königheim

- Brehmbachtalradweg, Abschnitt von Tauberbischofsheim bis zum Bahnhof Dittwar.
- Jakobsweg Main-Taubertal
  - Etappe 4: Gamburg – Tauberbischofsheim[58]
  - Etappe 5: Tauberbischofsheim – Lauda[58]
- Muckbachtalradweg, Abschnitt vom Bahnhof Dittwar bis nach Dittwar.
- Panoramaweg Taubertal
  - Etappe 3: Bad Mergentheim – Tauberbischofsheim[59]
  - Etappe 4: Tauberbischofsheim – Wertheim[59]
- Taubertalradweg, Abschnitt von Distelhausen über Dittigheim, Tauberbischofsheim und Impfingen bis Hochhausen.[60]

## Namenlose Straßen
- „Pfarrgäßchen“ – Eigentlich namenlose bzw. nicht mit Namen bekannte Straße. Vermutlich keine getaufte Gasse mit Namen. Da sie am ehemaligen Pfarrhaus lag und auch der alte Stadtviertelsnamen als Pfarrgäßchen ist, wird diese ehemalige Gasse in dieser Auflistung als Pfarrgäßchen bezeichnet.[25]
- „Schwanengasse“ – Eigentlich namenlose bzw. nicht mit Namen bekannte Straße. Vermutlich keine getaufte Gasse mit Namen. Das längste und breiteste Haus am Marktplatz bot früher mit einem halb gerundeten Tor die Durchgangs- und Durchfahrtsmöglichkeit für die Häuser und Höfe hinter den Marktplatzhäusern. Da das längste und breiteste Haus am Marktplatz lange den Schwanen, also das Gasthaus Schwan beherbergte (später Haushaltswaren Albitz, danach Ising, ein Eisenwarengemischtladen alten kleinstädtischen Geschäftskalibers), wird diese ehemalige Gasse in dieser Auflistung als Schwanengasse bezeichnet. Die Gasse wurde wohl planmäßig angelegt und ist dann erst mit der späteren Bebauung aus dem Stadtbild verschwunden.[57]
- „Unterste Gasse“ – Eigentlich namenlose Straße, keine historische Gasse. Die Gasse entstand durch den Abriss eines Hauses und wird als Durchfahrt bzw. Durchgang zwischen Ringstraße und Frauenstraße genutzt. Die Gasse wird in dieser Auflistung als Unterste Gasse bezeichnet, da sie vor der Unteren Gasse liegt.[61]